# A Dal
Ha az Eurovíziós Dalfesztiválok magyar fellépőiről szeretnél többet tudni, lásd: Magyarország az Eurovíziós Dalfesztiválokon
Ha a jelenlegi tehetségkutató műsorról szeretnél többet tudni, lásd: A Dal (2024)
A Dal című műsorsorozat az Európai Műsorszolgáltatók Szövetsége felügyelete alatt az Eurovízió néven ismert műsorcsere keretében, az EBU tagok nemzetközi koprodukciójaként megrendezésre kerülő, évente több mint százmillió nézőt vonzó Eurovíziós Dalfesztivál magyarországi válogatóversenye volt, 2020 óta a nemzetközi dalfesztiváltól függetlenül képernyőre kerülő tehetségkutató műsor. Első alkalommal 2012-ben rendezték meg a hazai válogató műsort, három élő adással. A következő években már hat élő műsorral jelentkezett a nemzeti döntő.
2018-ig, amíg Magyarország A Dal című műsor keretiben választotta ki a versenyzőjét, addig minden egyes előadó, illetve zenekar bejutott a dalfesztivál döntőjébe, és 2014-ig sikerült az előző évi eredményen javítani. Az elődöntők 2004-es bevezetése óta mindössze csak háromszor nem sikerült Magyarországnak kvalifikálnia magát, 2008-ban, 2009-ben és 2019-ben, habár a 2004-es, a 2006-os és a 2010-es versenyen nem vett részt a Magyar Televízió. 2016 és 2019 között a magyarországi közszolgálati médiumok közös jogutódja, a Duna Médiaszolgáltató látta el ezt a feladatot, 2020 óta viszont Magyarország nem küld versenyzőt a nemzetközi fesztiválra.

## Magyarországi eurovíziós nemzeti döntők A Dal előtt
Az első magyar versenyző, aki részt vehetett az Eurovíziós Dalfesztivál nemzetközi döntőjében Bayer Friderika volt 1994-ben. Kinek mondjam el vétkeimet? című dalával nyerte meg az utolsó Táncdalfesztivált. A jó eredménynek köszönhetően 1995-ben is résztvevő volt Magyarország. Ekkor az országot Szigeti Csaba képviselte, de őt már nem nyilvános műsor keretében választották ki.
1996-ban Vágó István vezetésével rendeztek egy tizennégy fős nemzeti döntőt, viszont Delhusa Gjon Fortuna című dalával nem vehetett részt az oslói versenyen, mivel holtversenyben végzett a finn előadóval az utolsó, még továbbjutó helyen, ám végül utóbbi jutott tovább. Ebben az évben egy bizonyos kieséses módszert vezettek be, de többé nem ismételték meg.
1997-ben a V.I.P. együttes képviselte az országot, szintén a hazai televíziós nemzeti döntőt megnyerve. A következő évben Charlie vett részt, A holnap már nem lesz szomorú című szerzeményét az MTV belső zsűrije a beérkezett pályaművekből választotta ki erre a feladatra.
Magyarország hat kihagyott verseny után 2005-ben vett részt újra. Ekkor a NOX együttes nyerte meg a hazai előválogatót Forogj, világ! című dalukkal. A következő évben pénzügyi okok miatt nem vett részt Magyarország, majd 2007-ben Rúzsa Magdi indult a versenyen, Helsinkiben az Unsubstantial Blues című szerzeményével. Ő a Fonogram díjátadó felfedezettjeként nyerte el a képviseleti jogot. 2008-ban Csézy utazott a megmérettetésre. Ekkor ismét rendeztek nemzeti döntőt, melyen 15 dal versengett a Belgrádba szóló jegyért. 2009-ben botrányokkal övezve ugyan, de a Magyar Televízió jelöltje Ádok Zoli Dance with Me című dala volt. A magyar közmédia a 2010-es Eurovíziós Dalfesztiválon való szerepléstől visszalépett a tévétársaság anyagi helyzetére hivatkozva. Az Magyar Televízió egy év kihagyás után úgy döntött, hogy részt vesz a 2011-es düsseldorfi megmérettetésen, ahol a 2009-es dalkiválasztáshoz hasonlóan egy belső zsűri döntése alapján Wolf Kati képviselte Magyarországot What About My Dreams? című dalával.

## Magyarország visszalépése az Eurovíziós Dalfesztiváltól
A 2019-es Eurovíziós Dalfesztivál alatt Bubnó Lőrinc, a magyar delegáció akkori vezetője egy interjú keretein belül elmondta, hogy a csatorna megfontolja a 2012 óta futó válogatóműsor, A Dal nagyobb helyszínen történő lebonyolítását, és elképzelhetőnek tartják, hogy változásokat vezetnek be a műsorba. Ennek ellenére a Médiaszolgáltatás-támogató és Vagyonkezelő Alap hivatalosan nem erősítette meg a részvételét, habár A Dal című műsor keretében nem az eurovíziós indulót fogják kiválasztani. Az MTI október 25-én a következő mondatot írta meg A Dal 2020 indulásával kapcsolatos sajtóanyagban, mellyel teljesen bizonytalanná vált a magyar részvétel: a műsor készítői úgy döntöttek, hogy jövőre az Eurovíziós indulás helyett közvetlenül a magyar könnyűzene tehetségeit, az általuk létrehozott értékteremtő produkciókat segítik. 2019. november 13-án hivatalossá vált, hogy Magyarország nem vesz részt a dalfesztiválon. A magyar közmédia döntésével kapcsolatosan számos hazai sajtóorgánum foglalkozott, a TV2 Tények című magazinműsorában beszéltek róla elsőként, miután pedig végleges lett a döntés, több internetes oldal azzal magyarázta a visszalépést, hogy az MTVA számára túl meleggé vált az Eurovíziós Dalfesztivál. Ezt követően a brit The Guardian is foglalkozott a témával, melynek köszönhetően nemzetközi visszhangot váltott ki a legnagyobb újságoknál. Többek között a The Independent, a Deutsche Welle, a Sky és az SBS is foglalkozott az üggyel. Ennek következményeként az MTVA közleményben reagált az őket ért vádakra, állításuk szerint semmilyen produkció, esemény vagy rendezvény kapcsán nem tartják számon senkinek a szexuális beállítottságát, habár a válogatóműsor kétszeres versenyzője, Petruska András Facebook-oldalán úgy fogalmazott, hogy korábban a műsor készítőivel folytatott beszélgetései során kiderült, hogy az Eurovízió és az MTVA által képviselt értékek nem egyeztethetőek össze. A dalfesztiváltól való visszalépést követően ez volt az első alkalom, hogy az MTVA megszólalt az ügyben, majd innentől kezdve napi szinten jelentek meg kormányközeli politikai elemzők nyilatkozatai az M1 aktuális csatorna különböző műsoraiban, melyben balliberális csúsztatásnak és a közmédia lejáratásának nevezték az Eurovíziós Dalfesztivállal kapcsolatos írásokat. Mindezek ellenére az MTVA továbbra sem indokolta, hogy miért döntöttek úgy, hogy nem indulnak a megmérettetésen. A magyar könnyűzenei szakma nem ért egyet a közmédia döntésével, Wolf Kati, a 2011-es Eurovíziós Dalfesztivál magyar versenyzője szerint például ez egy hatalmas lehetőség egy előadó számára; ő úgy fogalmazott, hogy el kell indulni a versenyen, nem csak otthon ülni. Mindezen túl az MTVA megszakította a kapcsolatot azon újságírókkal is, akik részben vagy teljes egészében az Eurovíziós Dalfesztivállal foglalkoznak, illetve korábban rendszeresen, akkreditált újságíróként vettek részt az eseményeken. Közülük senkit sem hívtak meg A Dal 2020 sajtótájékoztatójára sem, illetve a megkereséseikre sem reagáltak érdemben, amikor októberben szárnyra kaptak az első hírek a lehetséges visszalépés kapcsán.

## Versenyszabályok

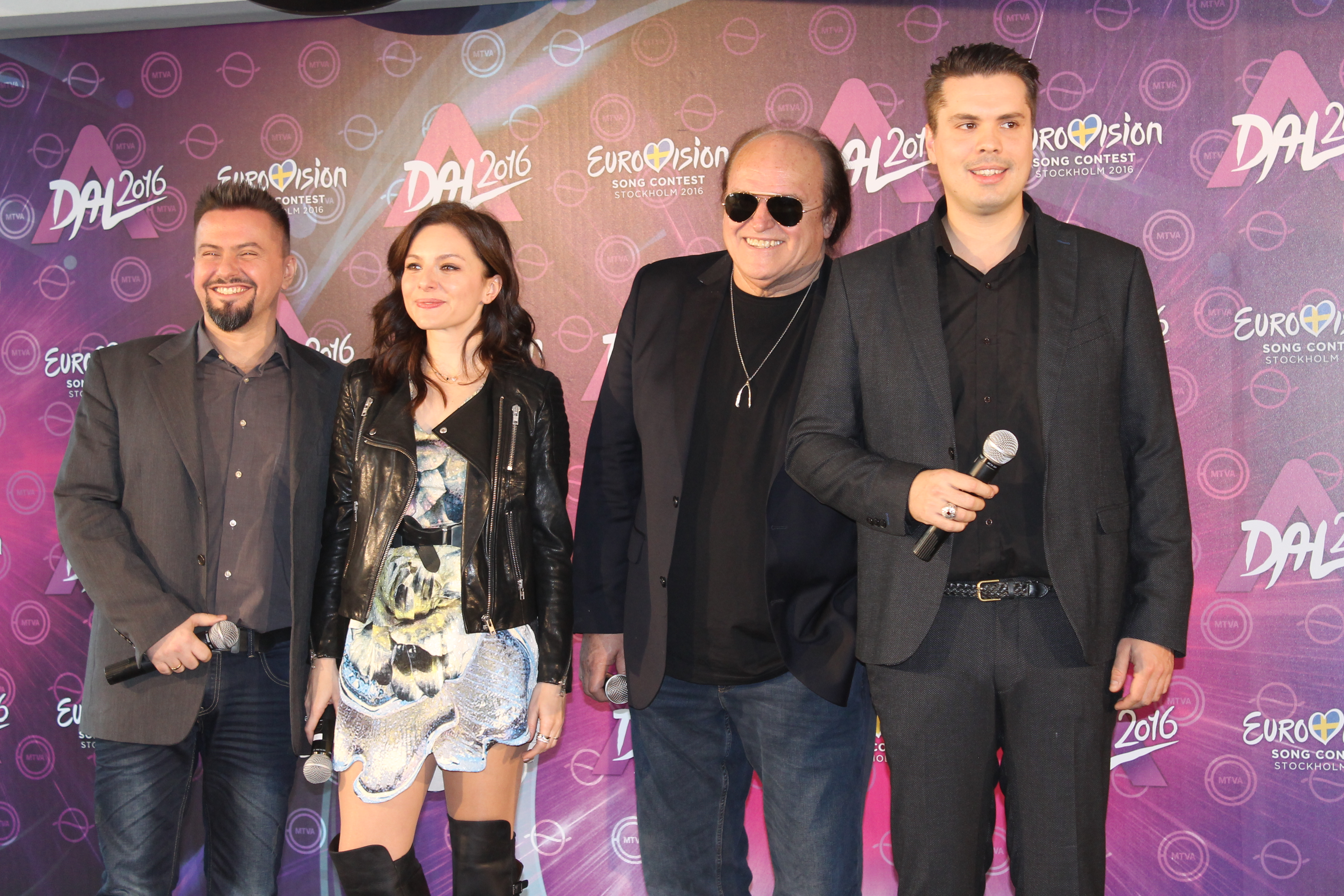
A Dal 2016 zsűrije (balról jobbra: Pierrot, Zséda, Frenreisz Károly és Both Miklós)

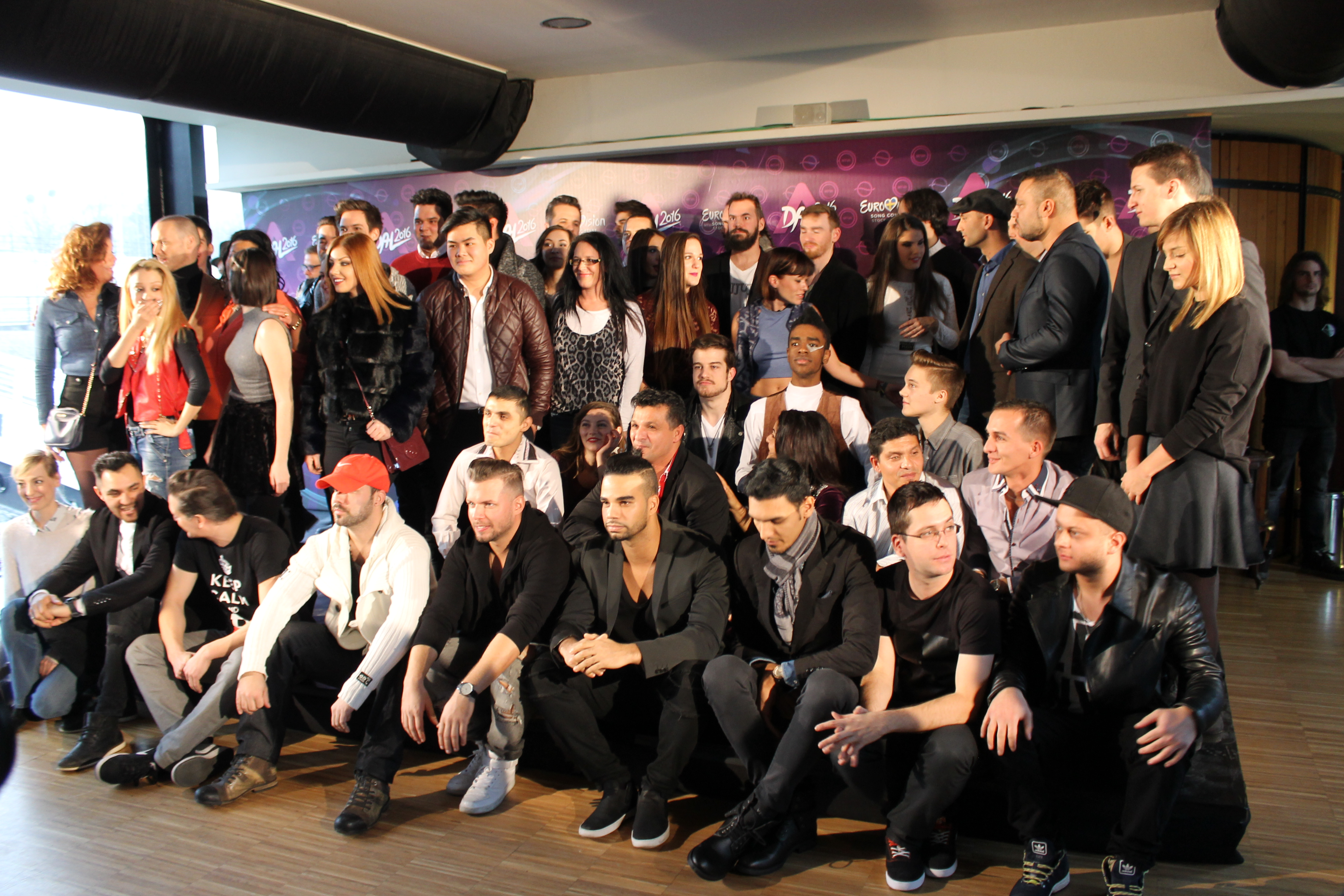
A Dal 2016 elődöntőibe jutott legjobb 30 előadó és együttes a műsor első sajtótájékoztatóján

### Főbb nevezési szabályok 2019-ig
A versenyre kizárólag olyan, legfeljebb 3 perc időtartamú zeneszám nevezhető, amely az előző év szeptember 1-je előtt – sem a dalszöveg, sem a zene, sem külön-külön, sem együtt – nem került kereskedelmi forgalomba, illetve nem hangzott el nyilvános előadás keretében. Minden közreműködő előadóművész csak Magyarország színeiben vehet részt az Eurovíziós Dalfesztiválon. További követelmény, hogy csak olyan előadók nevezhetők, akiknek korábban már jelent meg albuma vagy rádiófelvétele, illetve kiadóval kötött érvényes lemezszerződése vagy menedzsment háttere van, és a részt vevő művészeknek az adott évi dalfesztivál első elődöntőjéig be kell tölteniük a tizenhatodik életévüket. A versenyben a dalok 2013-ban csak magyar nyelven, illetve a magyarországi kisebbségek nyelvén voltak előadhatóak a hazai válogató során. A műsor 2014-es verziójában ezt a szabályt kibővítették azzal, hogy ismét lehet angol nyelvű dalokkal is pályázni. Ez nem érinti az európai döntőn más idegen nyelven történő előadás lehetőségét. A Dalra való nevezésre legalább 45 napot kell biztosítani. A részletes pályázati felhívás kidolgozásának és közzétételének felelőse az MTVA Szórakoztató műsorok főszerkesztőségének vezetője.

### Előválogatás
A nevezéseket a határidőt követő tíz napon belül ellenőrizni kell abból a szempontból, hogy azok megfelelnek-e a felhívásban rögzített alaki feltételeknek. Az ellenőrzést legalább három személyből álló, a Szórakoztató műsorok főszerkesztőségének vezetője által kijelölt ellenőrző bizottság végzi. Az ellenőrzést egy munkanapon belül el kell végezni. Hiánypótlásra, illetve más korrekcióra a nevezési határidő után nincs lehetőség, így a felhívásnak nem megfelelő jelentkezések kizárásra kerülnek a versenyből.

### Az élő műsorok
A válogatókat, az előzsűrizést követő 30 napon belüli kezdettel, három egymást követő pénteken, szombaton vagy vasárnap kell megrendezni.  Az egyes válogatókban szereplő dalokat és azok előadási sorrendjét sorsolással kell megállapítani, legkésőbb az előzsűrizés lezárultát követő 20 napon belül.
A zsűri közvetlenül elhangzásuk után pontozza az egyes dalokat. Ha a pontozás során holtverseny alakul ki, abban az esetben a zsűri egyszerű szótöbbséggel dönt a továbbjutó dalokról. Válogatónként továbbá a nézői SMS-ek alapján is jutnak be dalok a következő fordulóba. Amennyiben az SMS-szavazás alapján holtverseny alakul ki, ebben az esetben az a dal jut tovább, amely a zsűri pontozása szerint kialakult sorrendben előbb végzett. Amennyiben a zsűri sorrendjében holtverseny alakul ki, abban az esetben a zsűri egyenlő szótöbbséggel dönt a továbbjutó dalról.
Az elődöntők egy hétvégén (pénteken és szombaton vagy szombaton és vasárnap) vagy két egymást követő pénteken, szombaton vagy vasárnap zajlanak. Az egyes elődöntőkben szereplő dalokat és azok előadási sorrendjét sorsolással kell megállapítani, legkésőbb a válogatók lezárultát követő három napon belül.
A döntő a második elődöntőt követő hétvége péntekjén, szombatján vagy vasárnapján zajlik. A döntőben szereplő dalok előadási sorrendjét sorsolással kell megállapítani, legkésőbb az elődöntők lezárultát követő három napon belül.

## A zsűri tagjai és a műsorvezetők

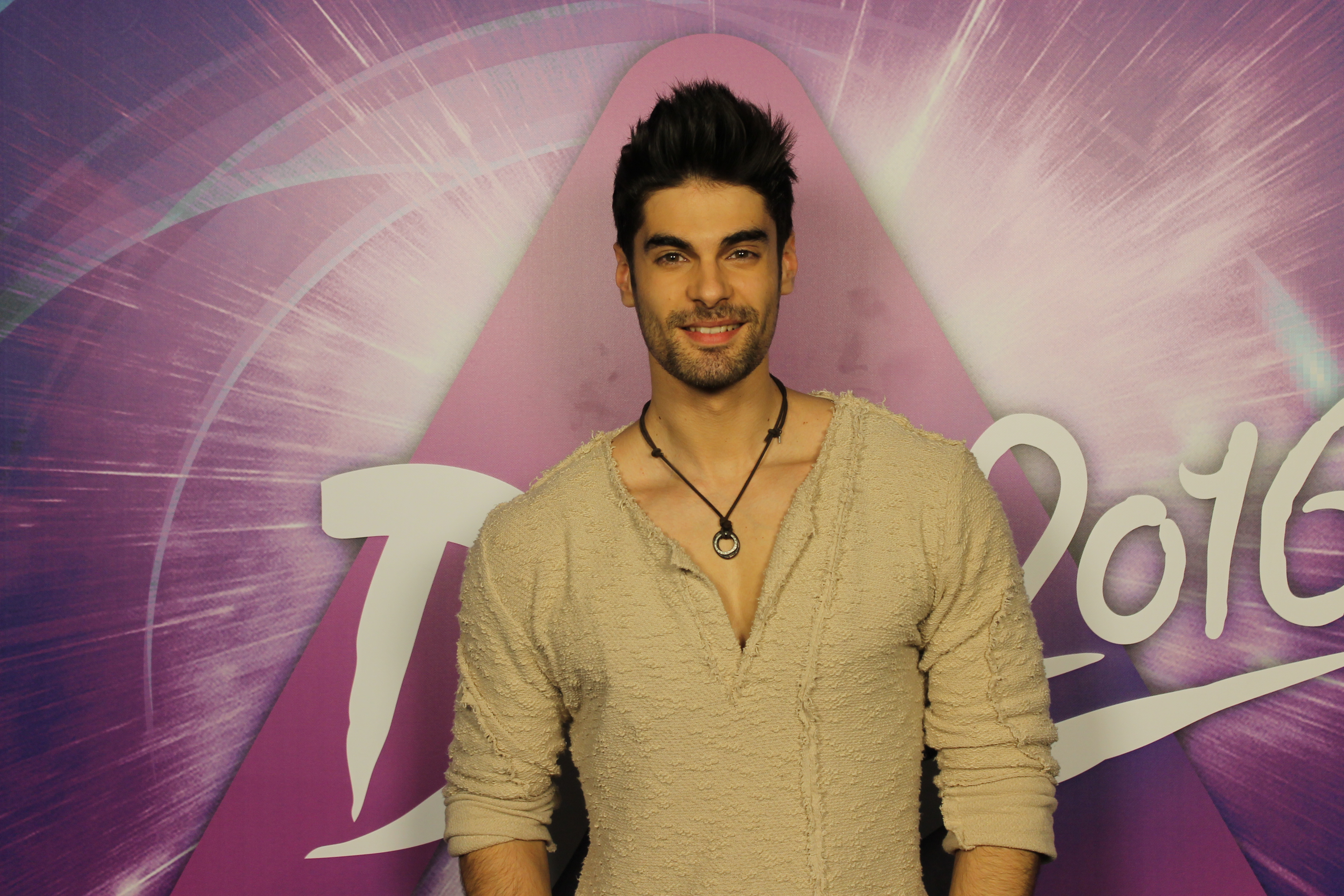
Freddie A Dal 2016 győztese, a 2016-os Eurovíziós Dalfesztivál magyar indulója

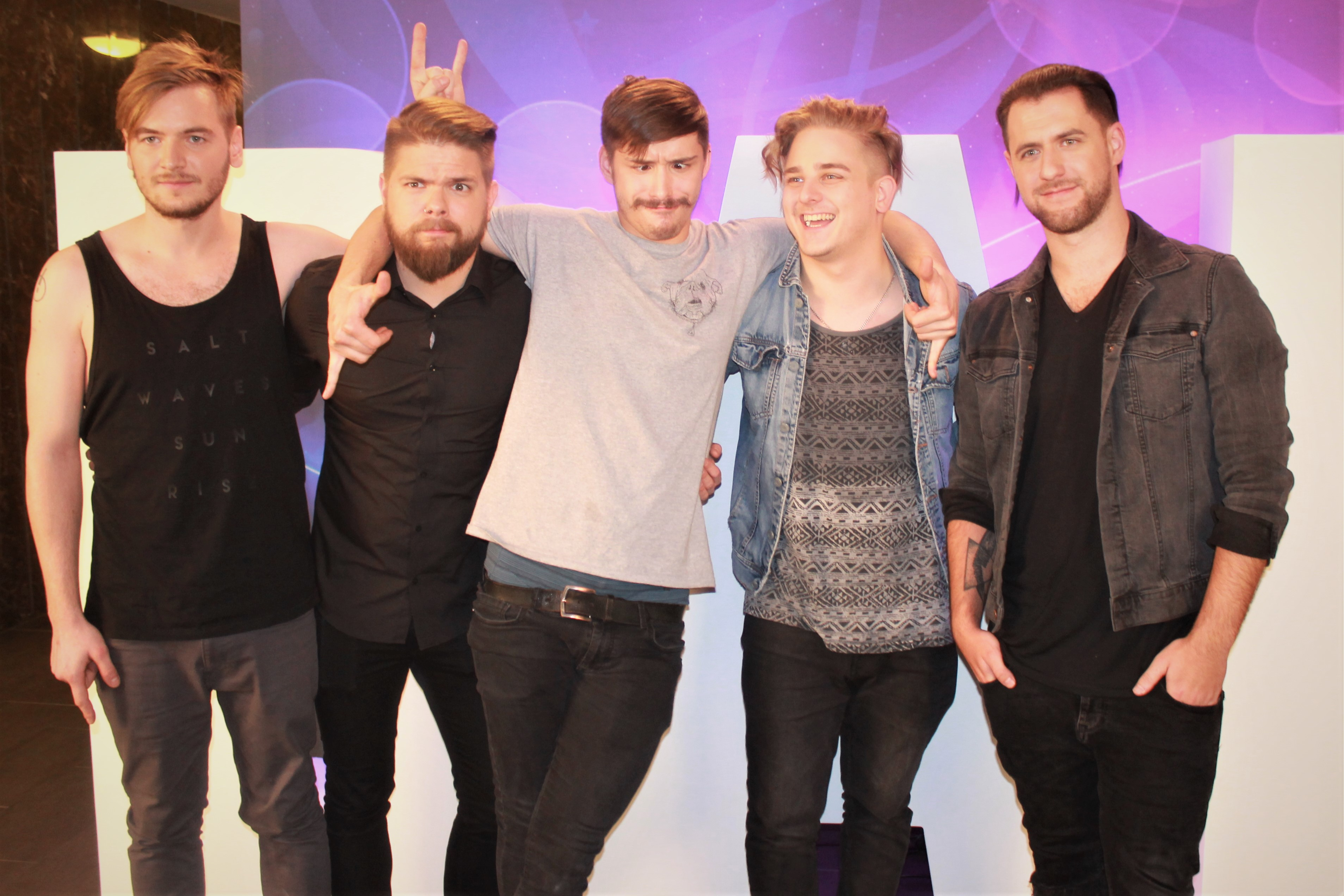
Az AWS A Dal 2018 győztese, a 2018-as Eurovíziós Dalfesztivál magyar indulói

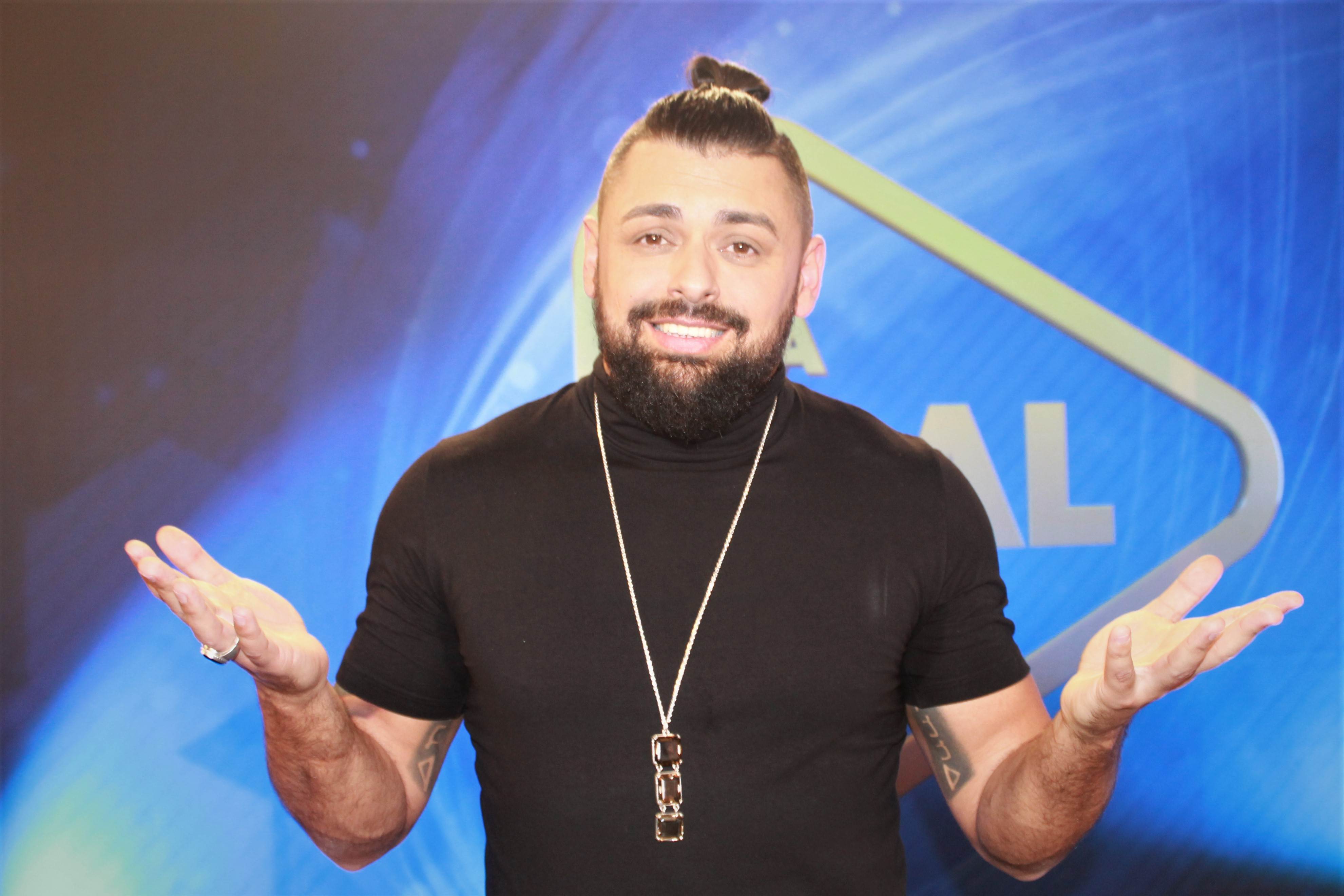
Pápai Joci A Dal 2019 győztese, a 2019-es Eurovíziós Dalfesztivál magyar indulója

– Zsűritag vagy műsorvezető

     – Helyettes műsorvezető

     – Versenyzőként szerepelt az adott évadban

| Eurovíziós nemzeti dalválasztó műsor | Eurovíziós nemzeti dalválasztó műsor | Eurovíziós nemzeti dalválasztó műsor | Eurovíziós nemzeti dalválasztó műsor | Eurovíziós nemzeti dalválasztó műsor | Eurovíziós nemzeti dalválasztó műsor | Eurovíziós nemzeti dalválasztó műsor | Eurovíziós nemzeti dalválasztó műsor | Tehetségkutató műsor | Tehetségkutató műsor | Tehetségkutató műsor | Tehetségkutató műsor | Tehetségkutató műsor | Tehetségkutató műsor |            |
| 2012                                 | 2013                                 | 2014                                 | 2015                                 | 2016                                 | 2017                                 | 2018                                 | 2019                                 | 2020                 | 2021                 | 2022                 | 2023                 | 2024                 | 2025                 |            |
|                                      | Zsűritagok                           | Zsűritagok                           | Zsűritagok                           | Zsűritagok                           | Zsűritagok                           | Zsűritagok                           | Zsűritagok                           | Zsűritagok           | Zsűritagok           | Zsűritagok           | Zsűritagok           | Zsűritagok           | Zsűritagok           | Zsűritagok |
| ------------------------------------ | ------------------------------------ | ------------------------------------ | ------------------------------------ | ------------------------------------ | ------------------------------------ | ------------------------------------ | ------------------------------------ | -------------------- | -------------------- | -------------------- | -------------------- | -------------------- | -------------------- | ---------- |
| Rákay Philip                         |                                      |                                      |                                      |                                      |                                      |                                      |                                      |                      |                      |                      |                      |                      |                      |            |
| Csiszár Jenő                         |                                      |                                      |                                      |                                      |                                      |                                      |                                      |                      |                      |                      |                      |                      |                      |            |
| Rakonczai Viktor                     |                                      |                                      |                                      |                                      |                                      |                                      |                                      |                      |                      |                      |                      |                      |                      |            |
| Wolf Kati                            |                                      |                                      |                                      |                                      |                                      |                                      |                                      |                      |                      |                      |                      |                      |                      |            |
| Rúzsa Magdi                          |                                      |                                      |                                      |                                      |                                      |                                      |                                      |                      |                      |                      |                      |                      |                      |            |
| Walkó Csaba                          |                                      |                                      |                                      |                                      |                                      |                                      |                                      |                      |                      |                      |                      |                      |                      |            |
| Kovács Kati                          |                                      |                                      |                                      |                                      |                                      |                                      |                                      |                      |                      |                      |                      |                      |                      |            |
| Pierrot                              |                                      |                                      |                                      |                                      |                                      |                                      |                                      |                      |                      |                      |                      |                      |                      |            |
| Both Miklós                          |                                      |                                      |                                      |                                      |                                      |                                      |                                      |                      |                      |                      |                      |                      |                      |            |
| Frenreisz Károly                     |                                      |                                      |                                      |                                      |                                      |                                      |                                      |                      |                      |                      |                      |                      |                      |            |
| Zséda                                |                                      |                                      |                                      |                                      |                                      |                                      |                                      |                      |                      |                      |                      |                      |                      |            |
| Caramel                              |                                      |                                      |                                      |                                      |                                      |                                      |                                      |                      |                      |                      |                      |                      |                      |            |
| Mező Misi                            |                                      |                                      |                                      |                                      |                                      |                                      |                                      |                      |                      |                      |                      |                      |                      |            |
| Schell Judit                         |                                      |                                      |                                      |                                      |                                      |                                      |                                      |                      |                      |                      |                      |                      |                      |            |
| Nagy Feró                            |                                      |                                      |                                      |                                      |                                      |                                      |                                      |                      |                      |                      |                      |                      |                      |            |
| Vincze Lilla                         |                                      |                                      |                                      |                                      |                                      |                                      |                                      |                      |                      |                      |                      |                      |                      |            |
| Apáti Bence                          |                                      |                                      |                                      |                                      |                                      |                                      |                                      |                      |                      |                      |                      |                      |                      |            |
| Pély Barna                           |                                      |                                      |                                      |                                      |                                      |                                      |                                      |                      |                      |                      |                      |                      |                      |            |
| Egri Péter                           |                                      |                                      |                                      |                                      |                                      |                                      |                                      |                      |                      |                      |                      |                      |                      |            |
| Ferenczi György                      |                                      |                                      |                                      |                                      |                                      |                                      |                                      |                      |                      |                      |                      |                      |                      |            |
| Németh Lojzi                         |                                      |                                      |                                      |                                      |                                      |                                      |                                      |                      |                      |                      |                      |                      |                      |            |
| Szandi                               |                                      |                                      |                                      |                                      |                                      |                                      |                                      |                      |                      |                      |                      |                      |                      |            |
| Gubik Petra                          |                                      |                                      |                                      |                                      |                                      |                                      |                                      |                      |                      |                      |                      |                      |                      |            |
|                                      | Műsorvezetők                         |                                      |                                      |                                      |                                      |                                      |                                      |                      |                      |                      |                      |                      |                      |            |
| Gundel Takács Gábor                  |                                      |                                      |                                      |                                      |                                      |                                      |                                      |                      |                      |                      |                      |                      |                      |            |
| Kapócs Zsóka                         |                                      |                                      |                                      |                                      |                                      |                                      |                                      |                      |                      |                      |                      |                      |                      |            |
| Novodomszky Éva                      |                                      |                                      |                                      |                                      |                                      |                                      |                                      |                      |                      |                      |                      |                      |                      |            |
| Tatár Csilla                         |                                      |                                      |                                      |                                      |                                      |                                      |                                      |                      |                      |                      |                      |                      |                      |            |
| Harsányi Levente                     |                                      |                                      |                                      |                                      |                                      |                                      |                                      |                      |                      |                      |                      |                      |                      |            |
| Freddie                              |                                      |                                      |                                      |                                      |                                      |                                      |                                      |                      |                      |                      |                      |                      |                      |            |
| Rátonyi Kriszta                      |                                      |                                      |                                      |                                      |                                      |                                      |                                      |                      |                      |                      |                      |                      |                      |            |
| Dallos Bogi                          |                                      |                                      |                                      |                                      |                                      |                                      |                                      |                      |                      |                      |                      |                      |                      |            |
| Rókusfalvy Lili                      |                                      |                                      |                                      |                                      |                                      |                                      |                                      |                      |                      |                      |                      |                      |                      |            |
| Orsovai Reni                         |                                      |                                      |                                      |                                      |                                      |                                      |                                      |                      |                      |                      |                      |                      |                      |            |
| Király Viktor                        |                                      |                                      |                                      |                                      |                                      |                                      |                                      |                      |                      |                      |                      |                      |                      |            |
| Fodor Imre                           |                                      |                                      |                                      |                                      |                                      |                                      |                                      |                      |                      |                      |                      |                      |                      |            |

A zsűri galériája
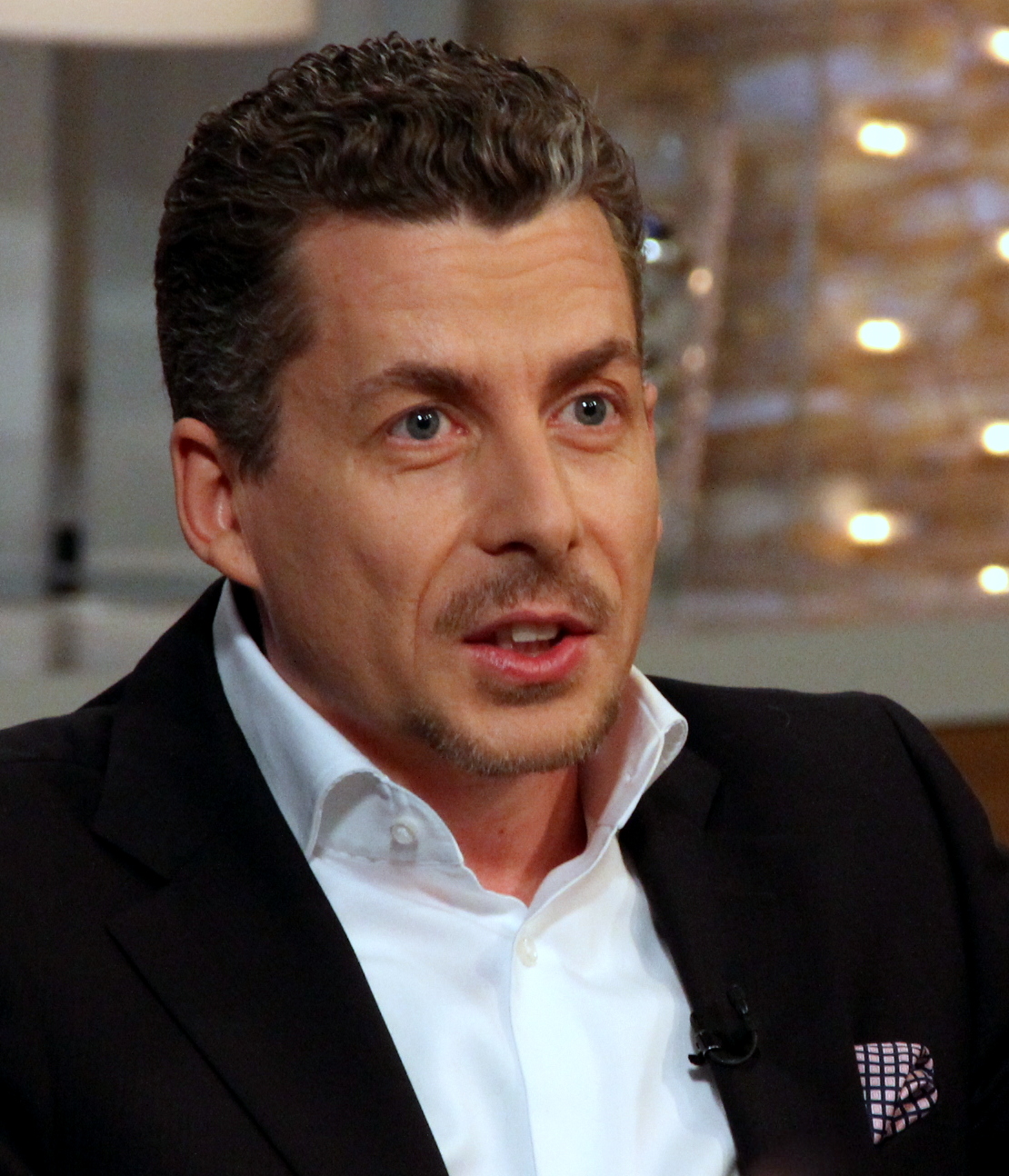
Rákay Philip
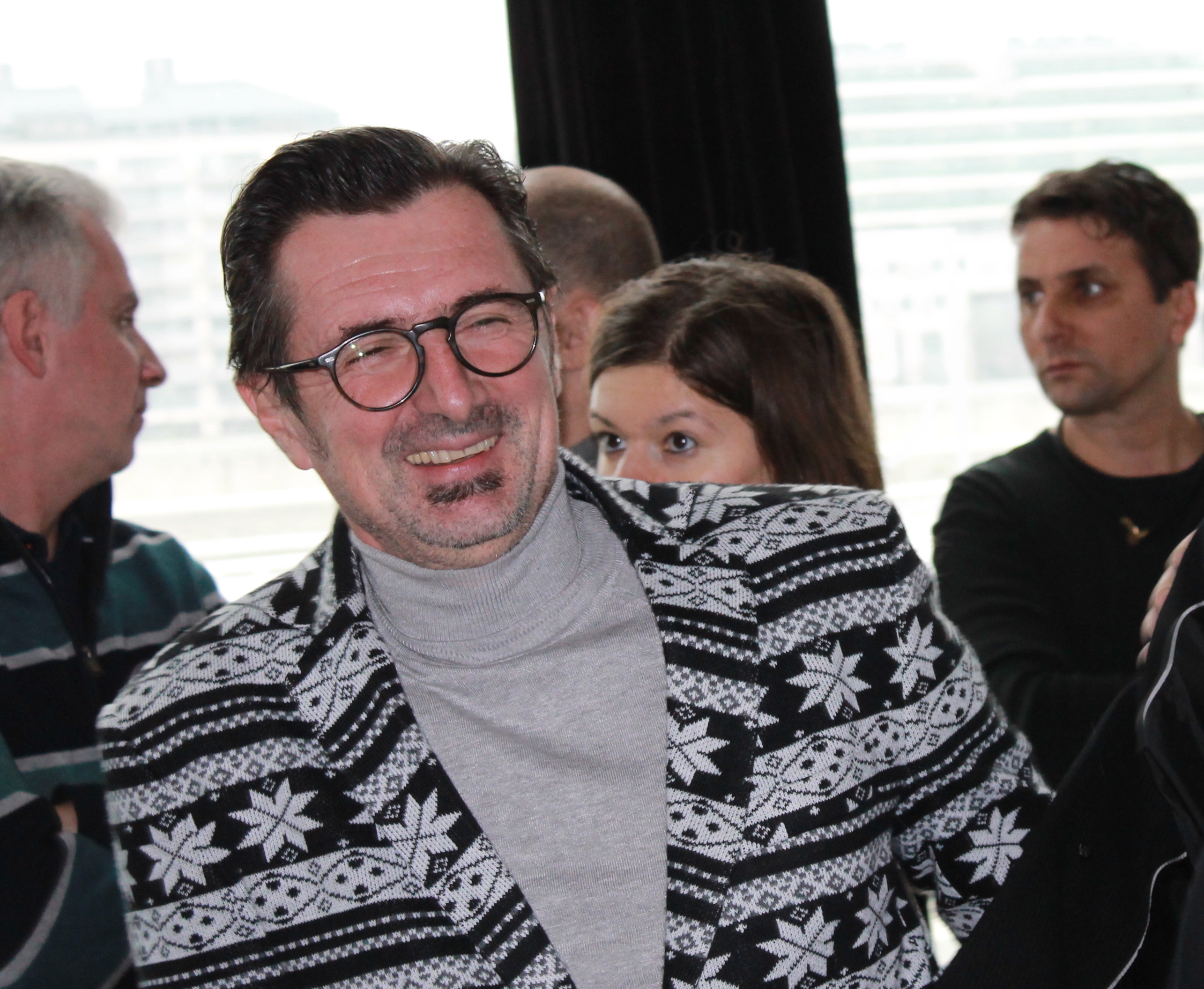
Csiszár Jenő
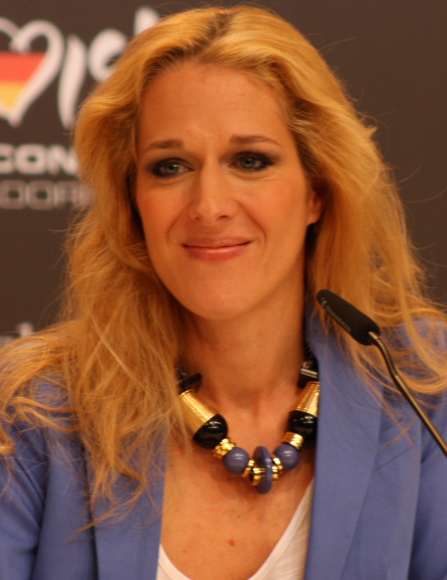
Wolf Kati
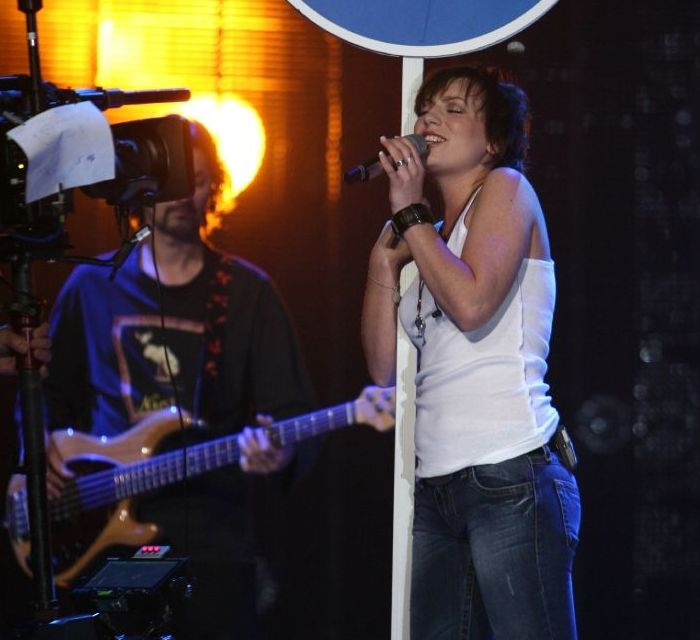
Rúzsa Magdi
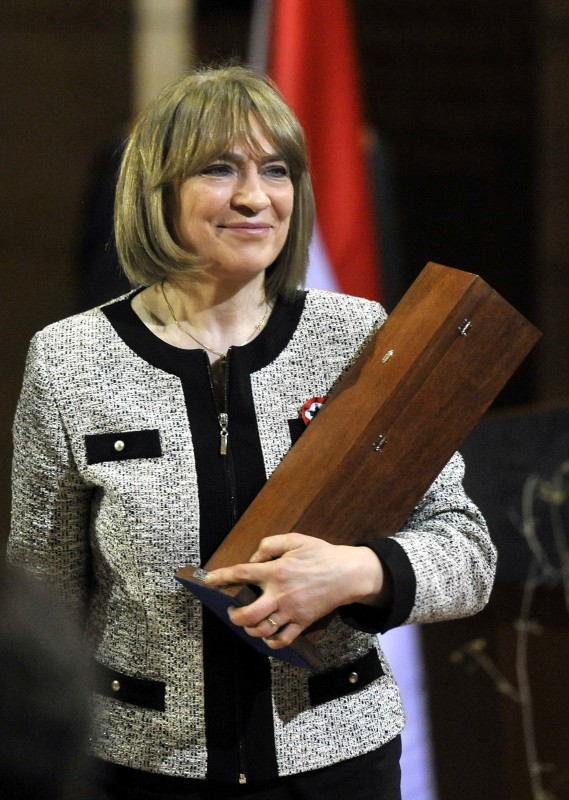
Kovács Kati
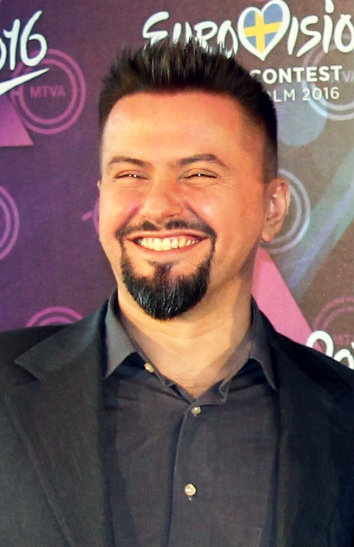
Pierrot
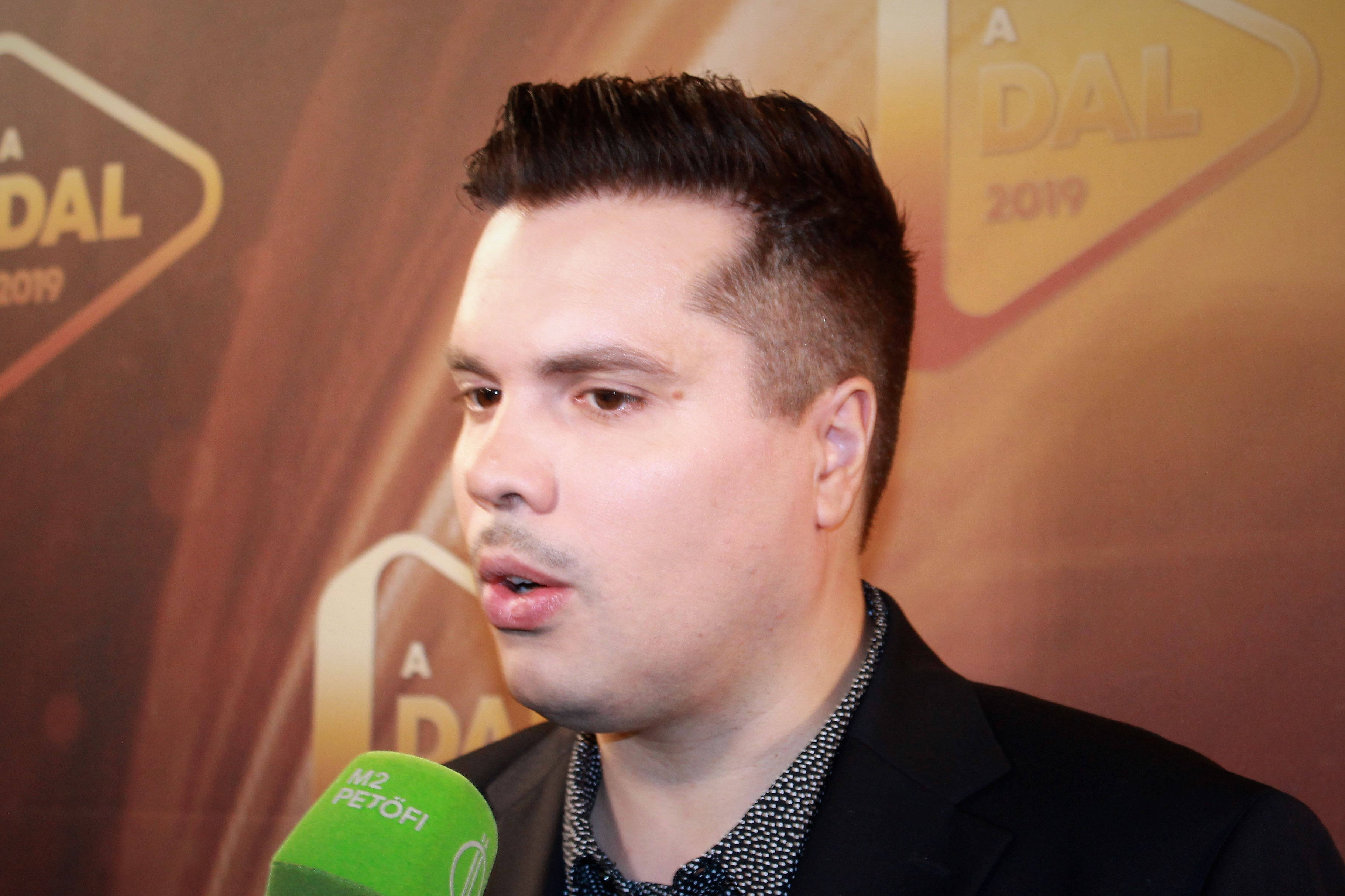
Both Miklós
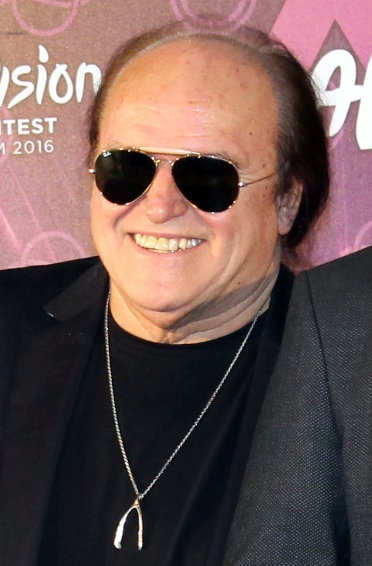
Frenreisz Károly
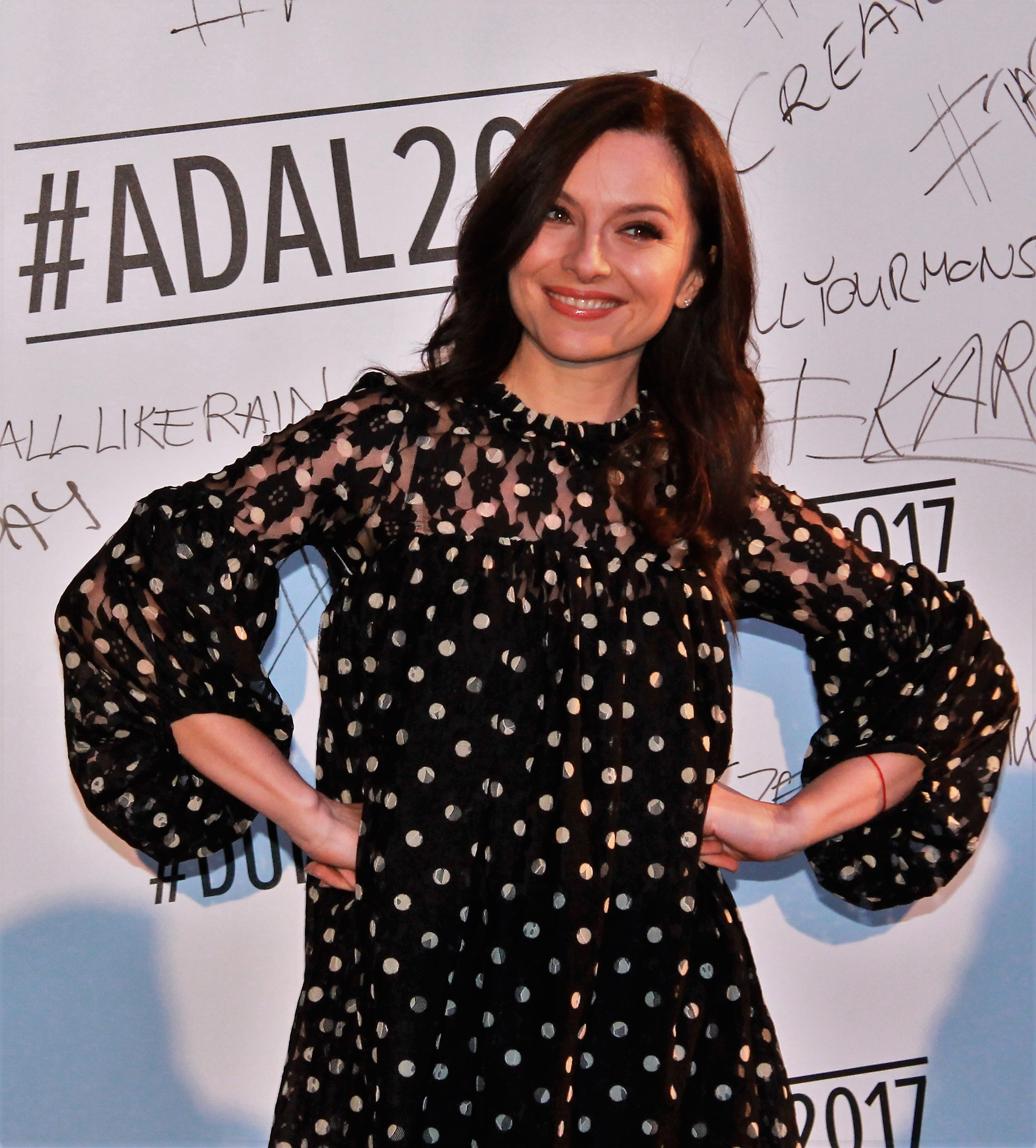
Zséda
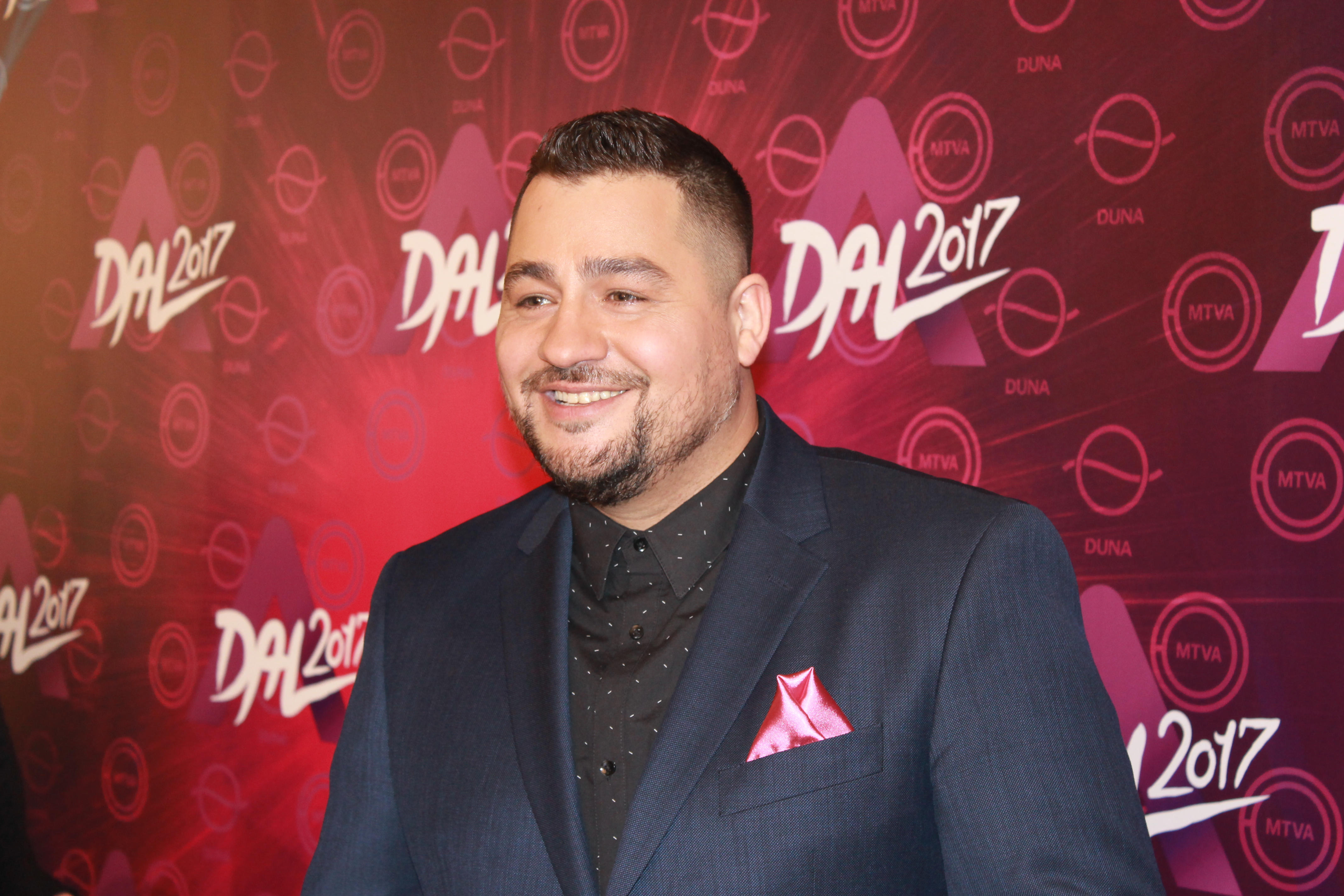
Caramel
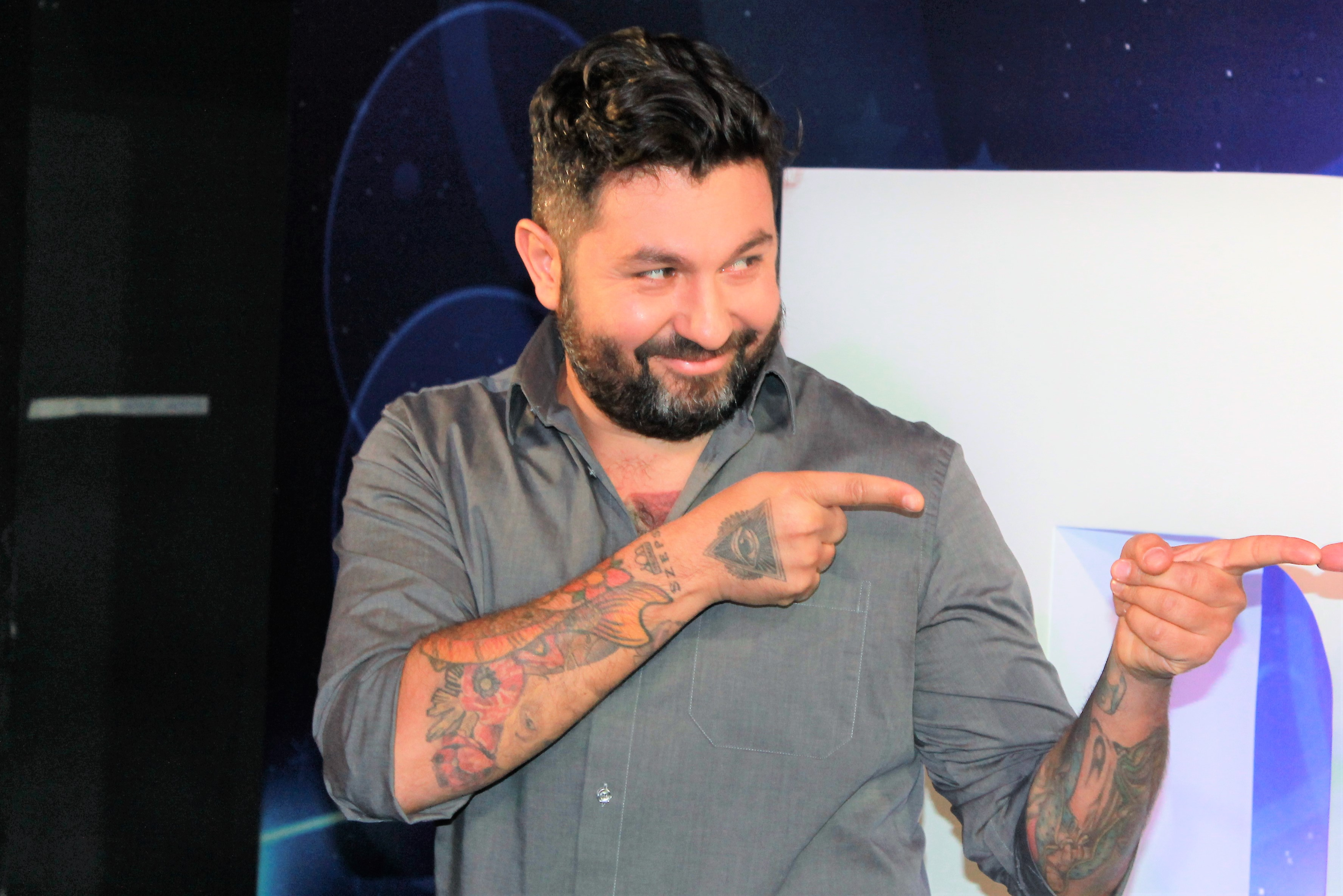
Mező Misi
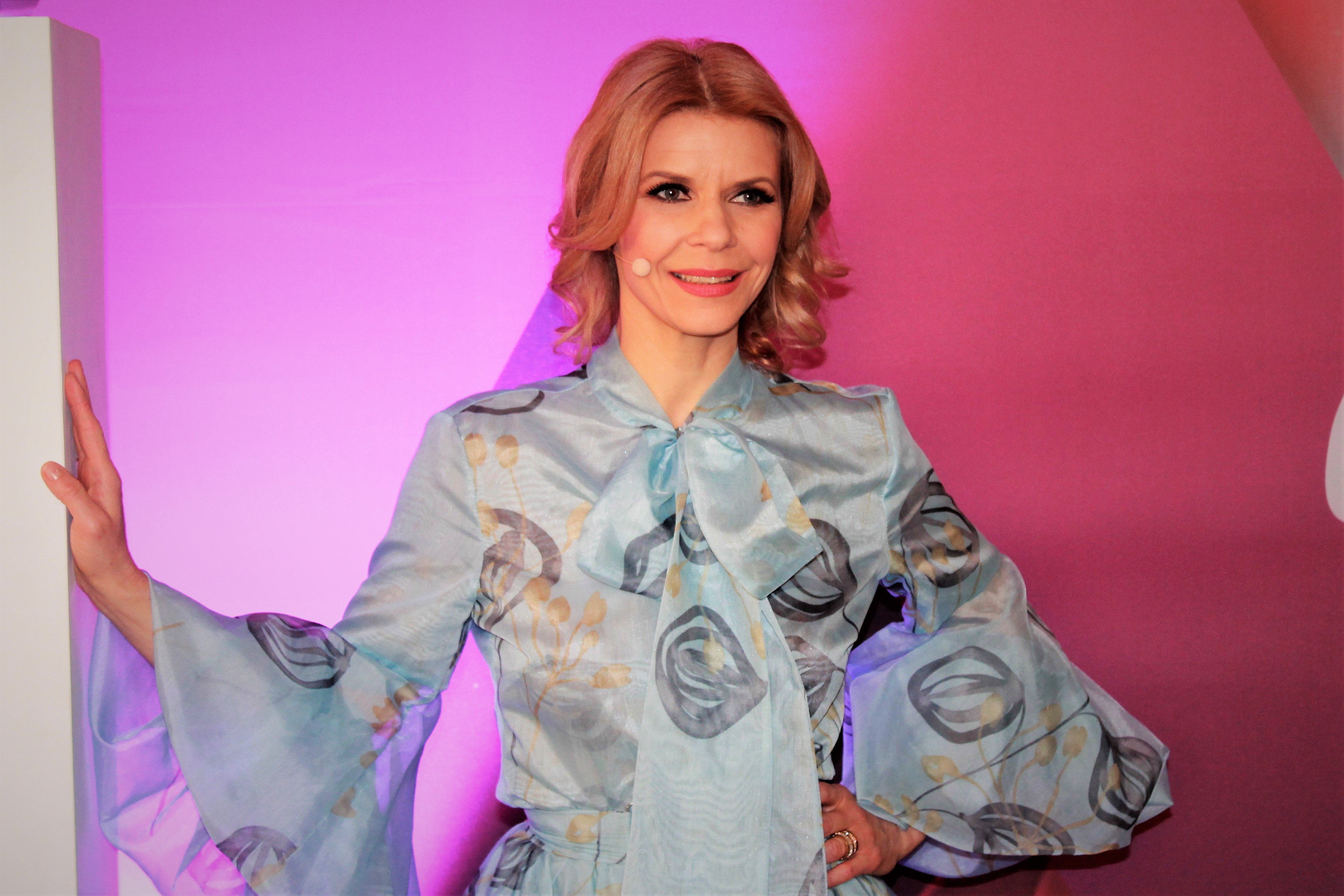
Schell Judit
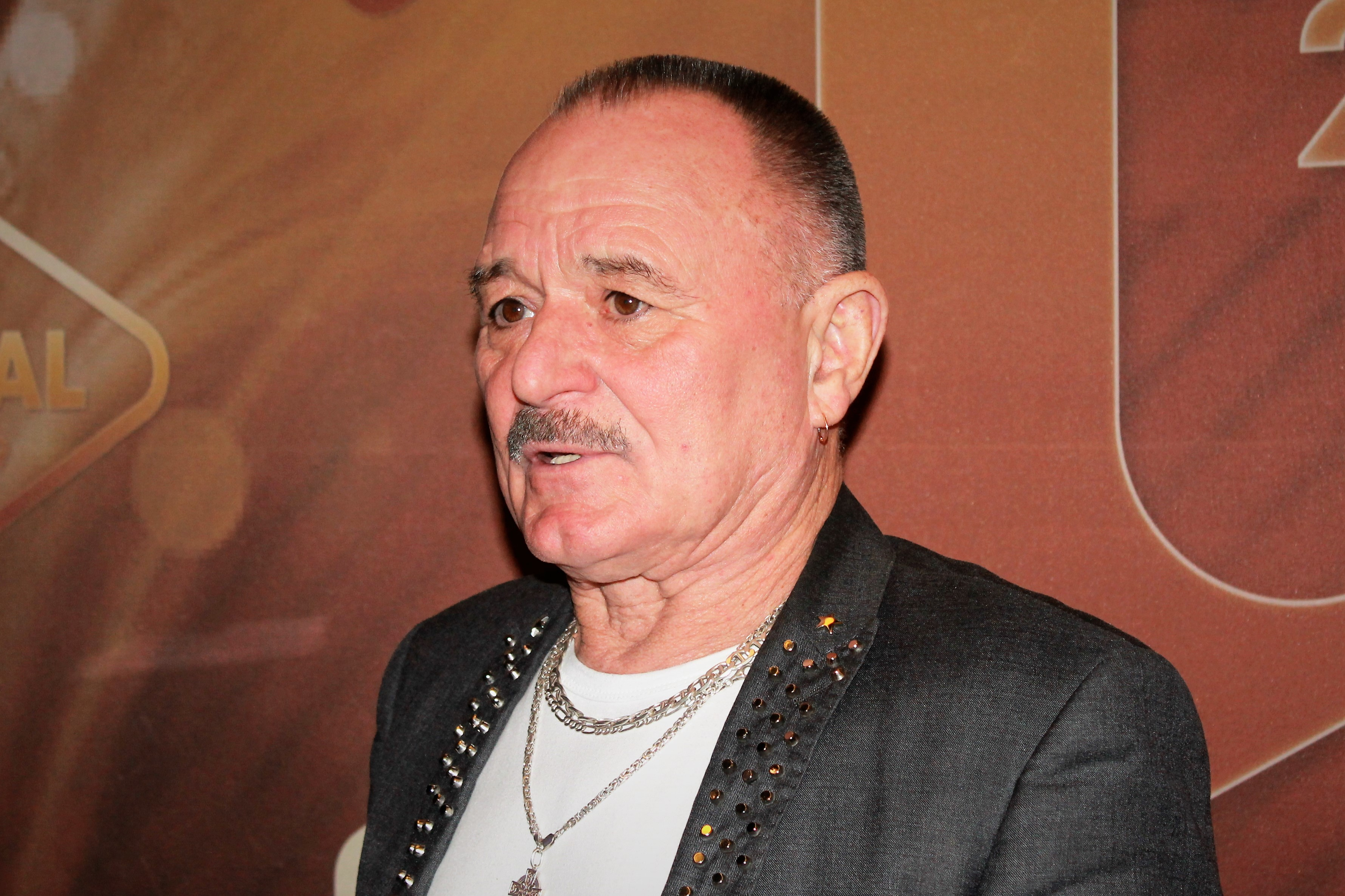
Nagy Feró
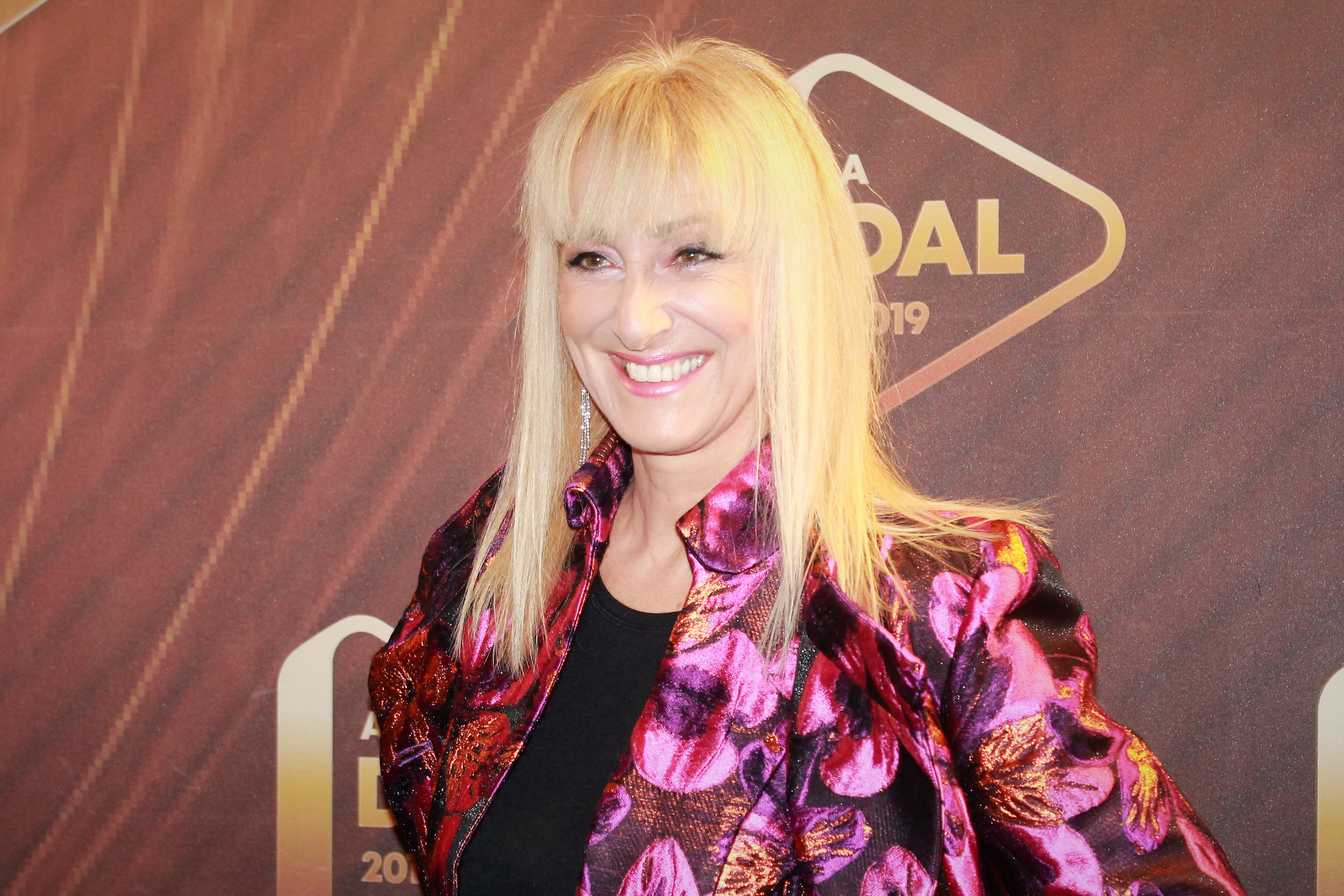
Vincze Lilla
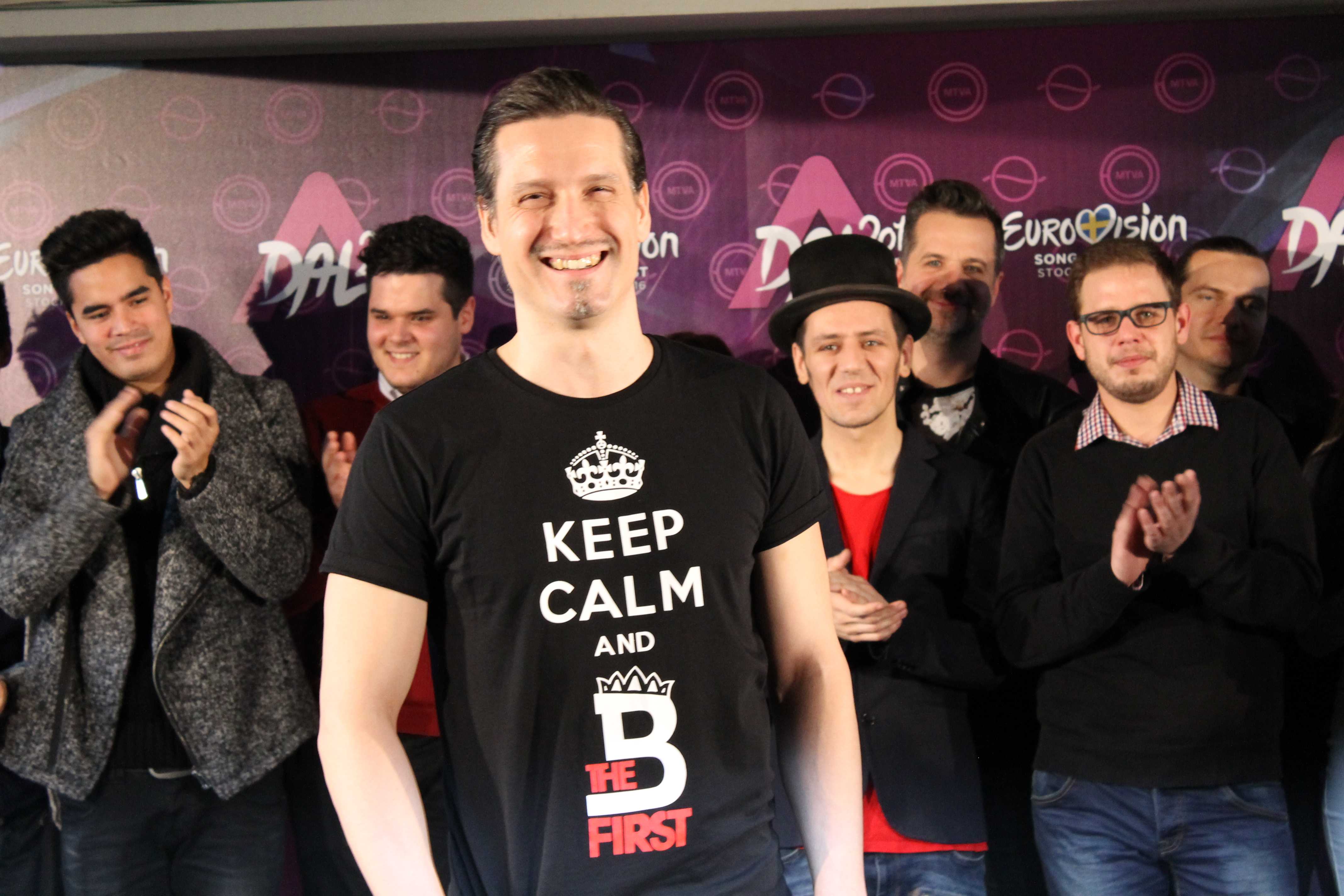
Pély Barna
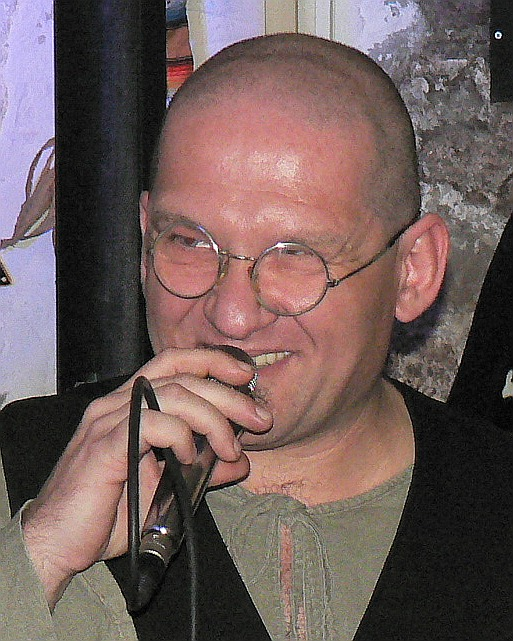
Ferenczi György

A műsorvezetők galériája
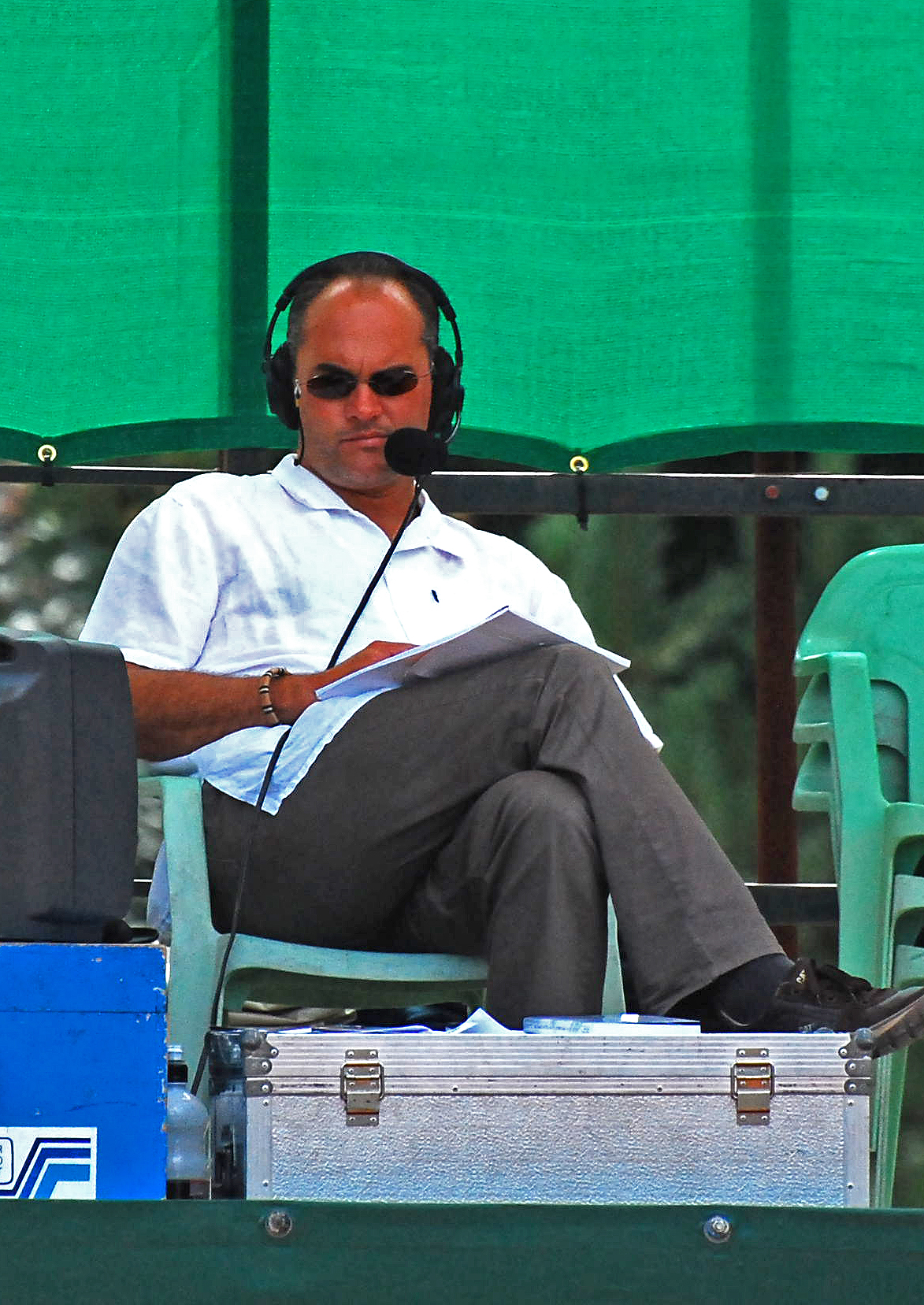
Gundel Takács Gábor
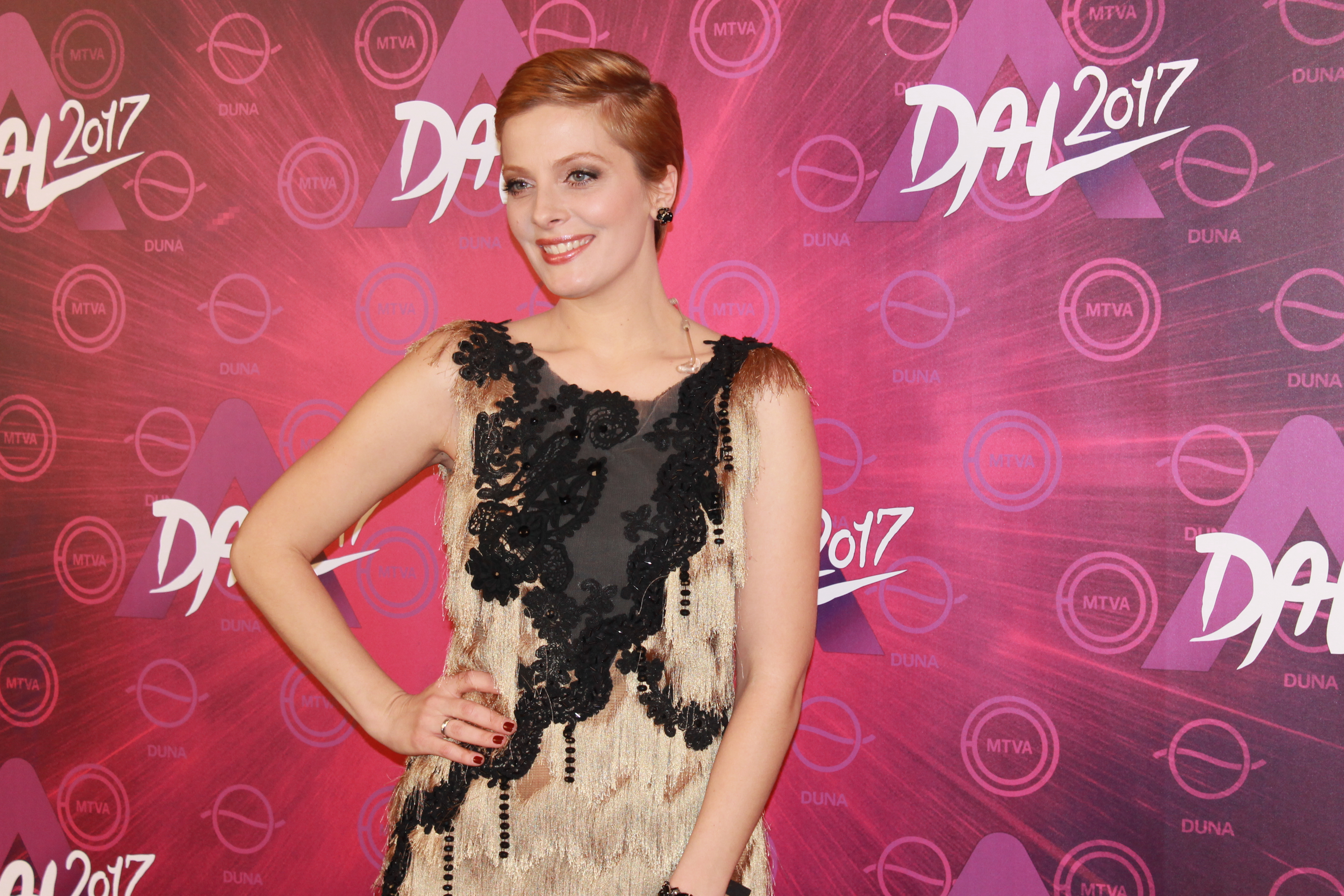
Tatár Csilla
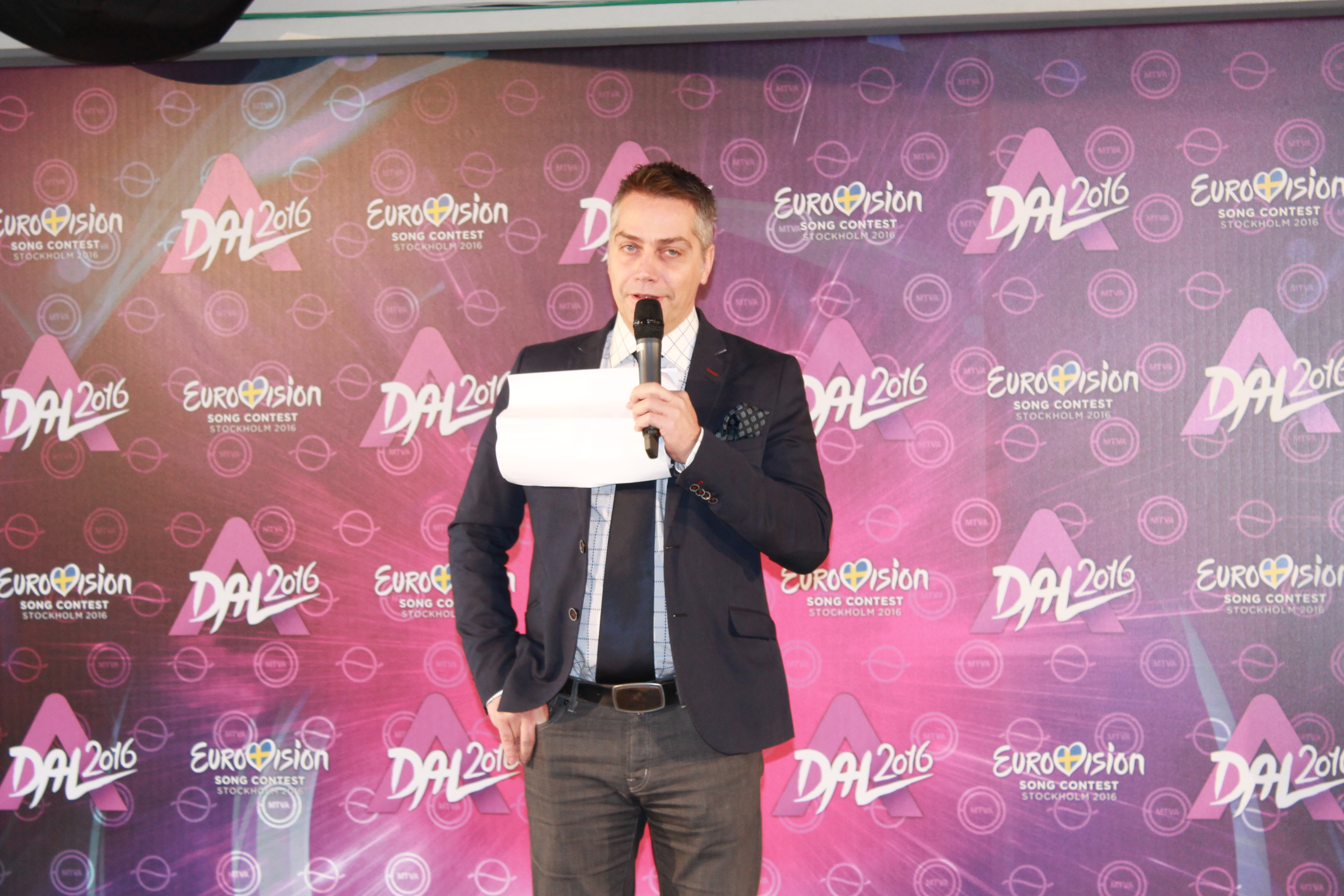
Harsányi Levente
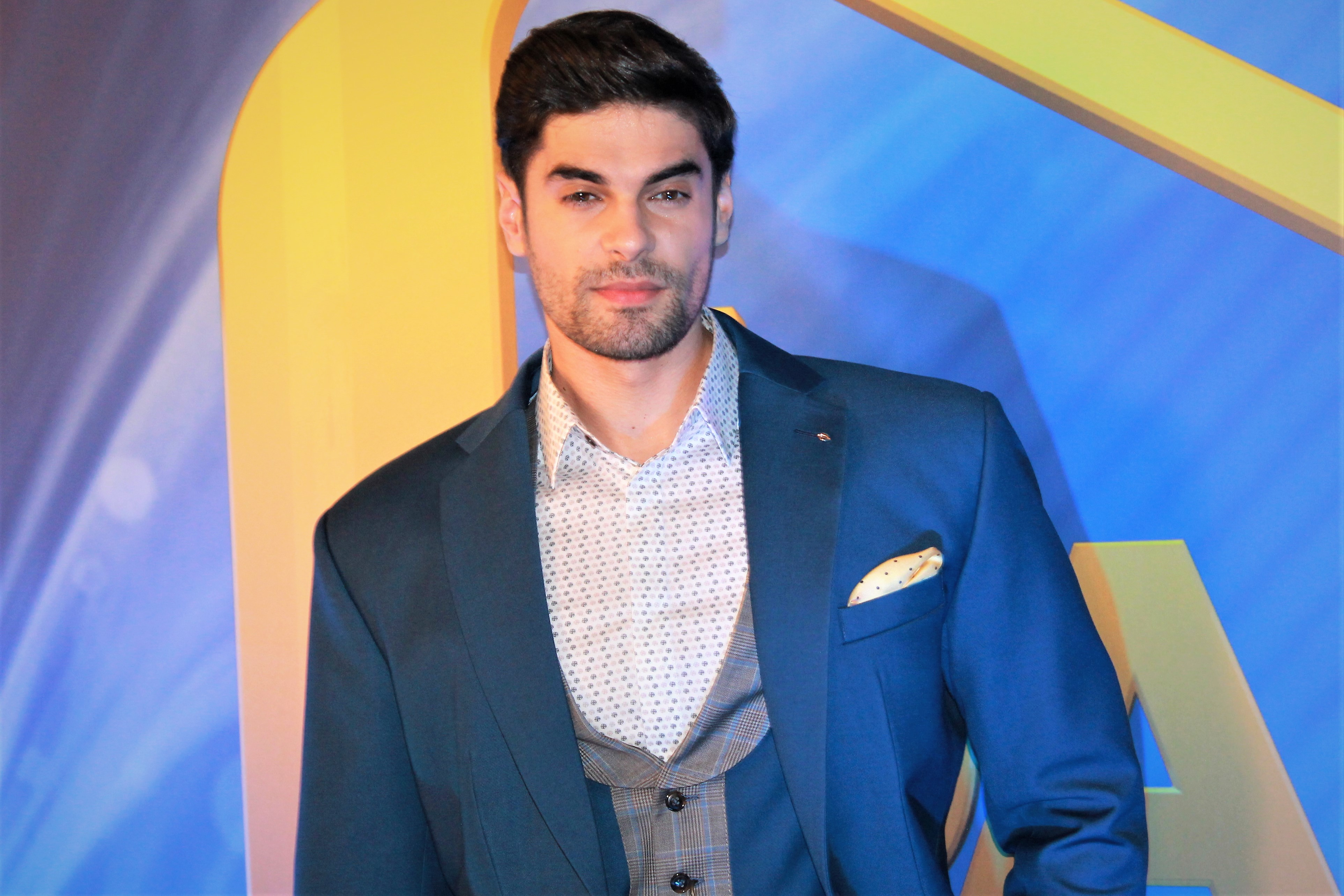
Freddie
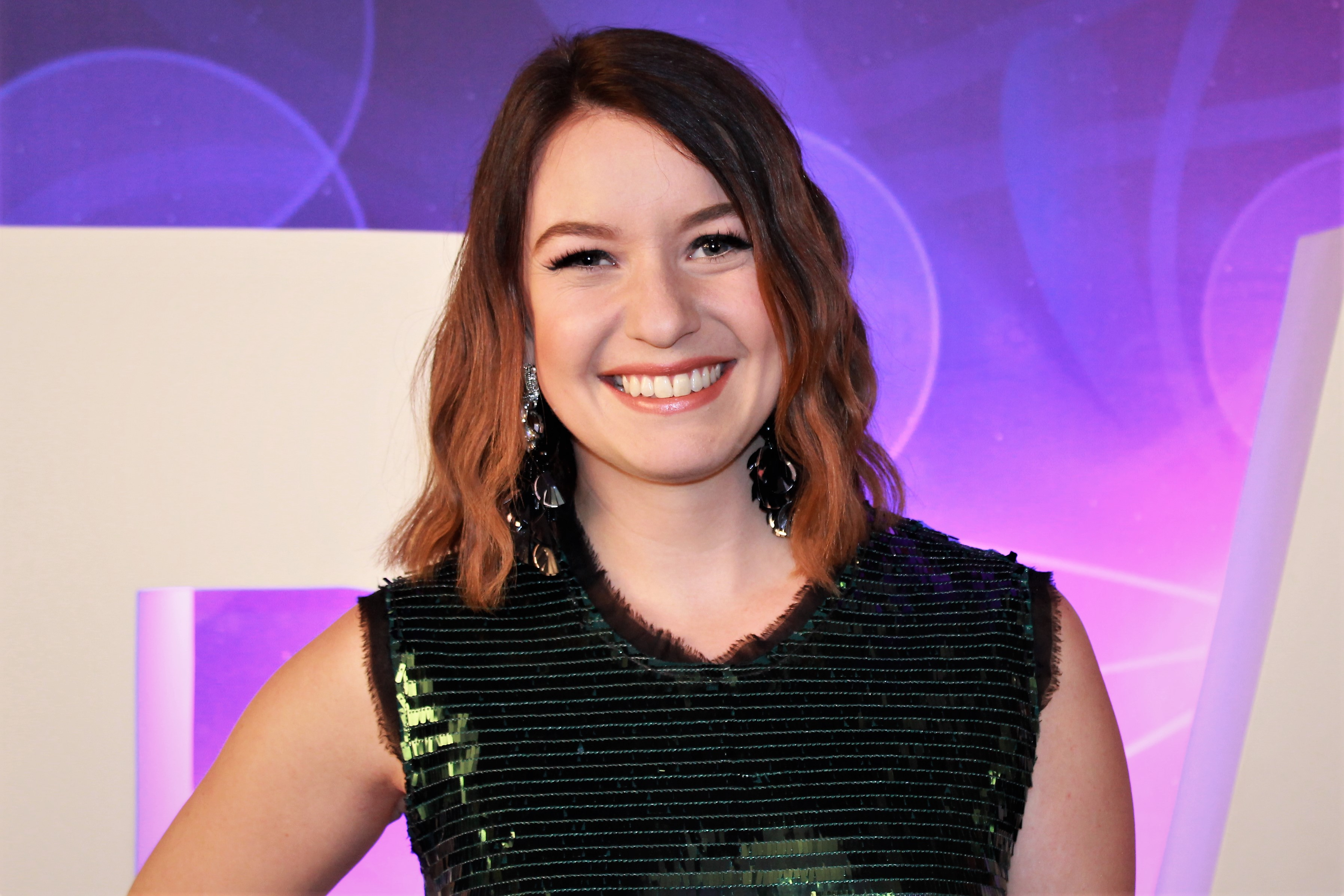
Rátonyi Kriszta
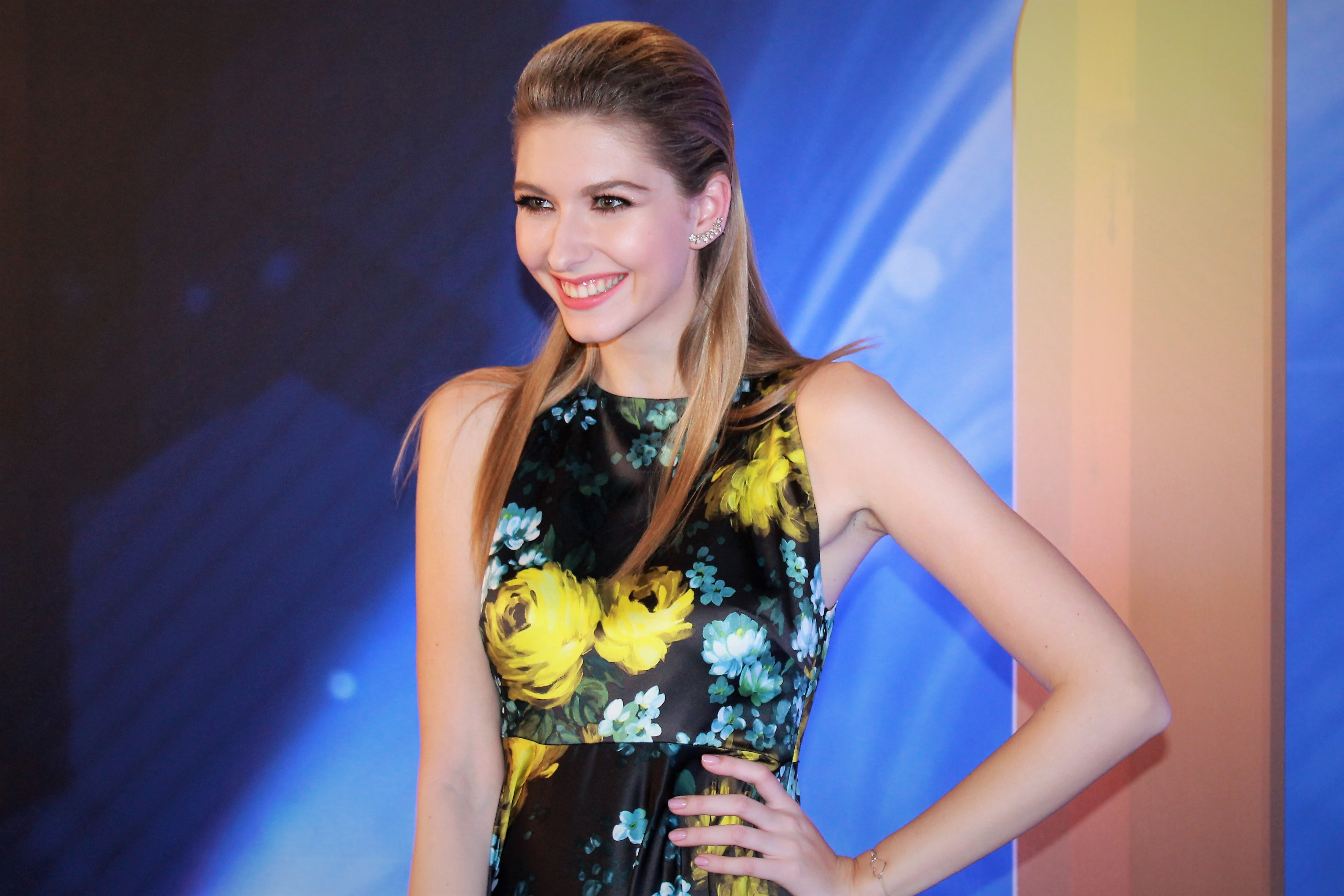
Dallos Bogi
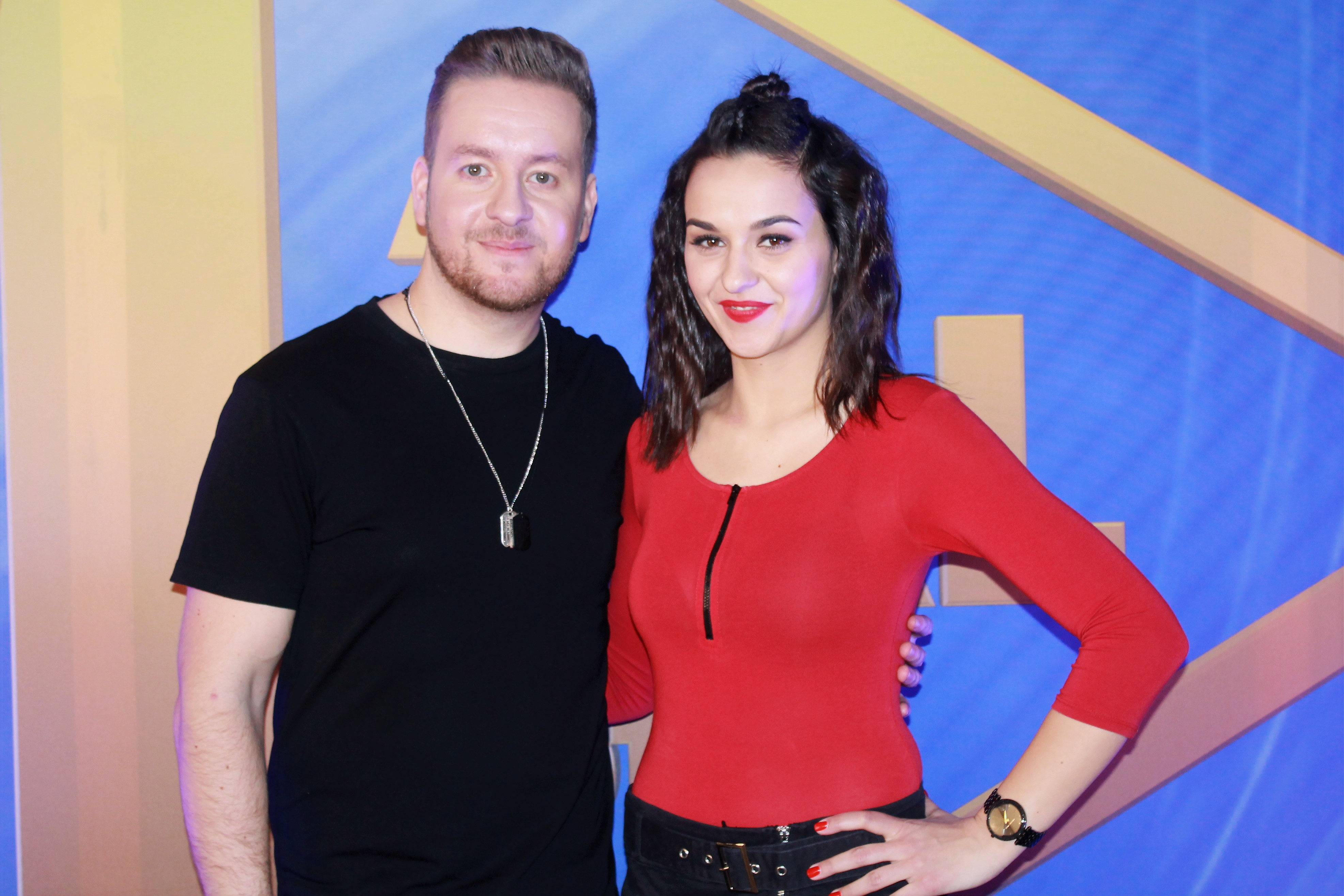
Orsovai Reni (jobbra)
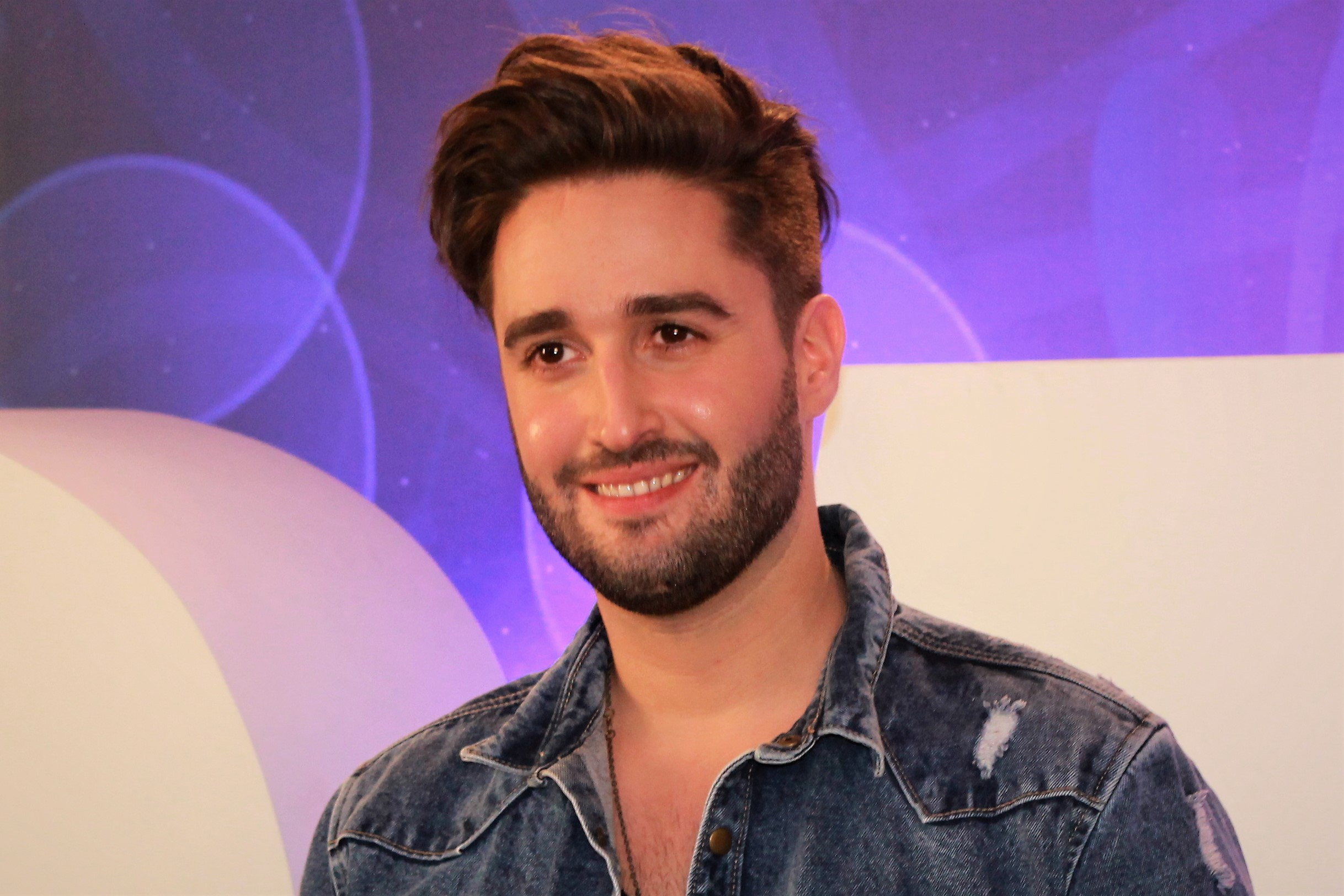
Király Viktor

## Kísérőműsorok

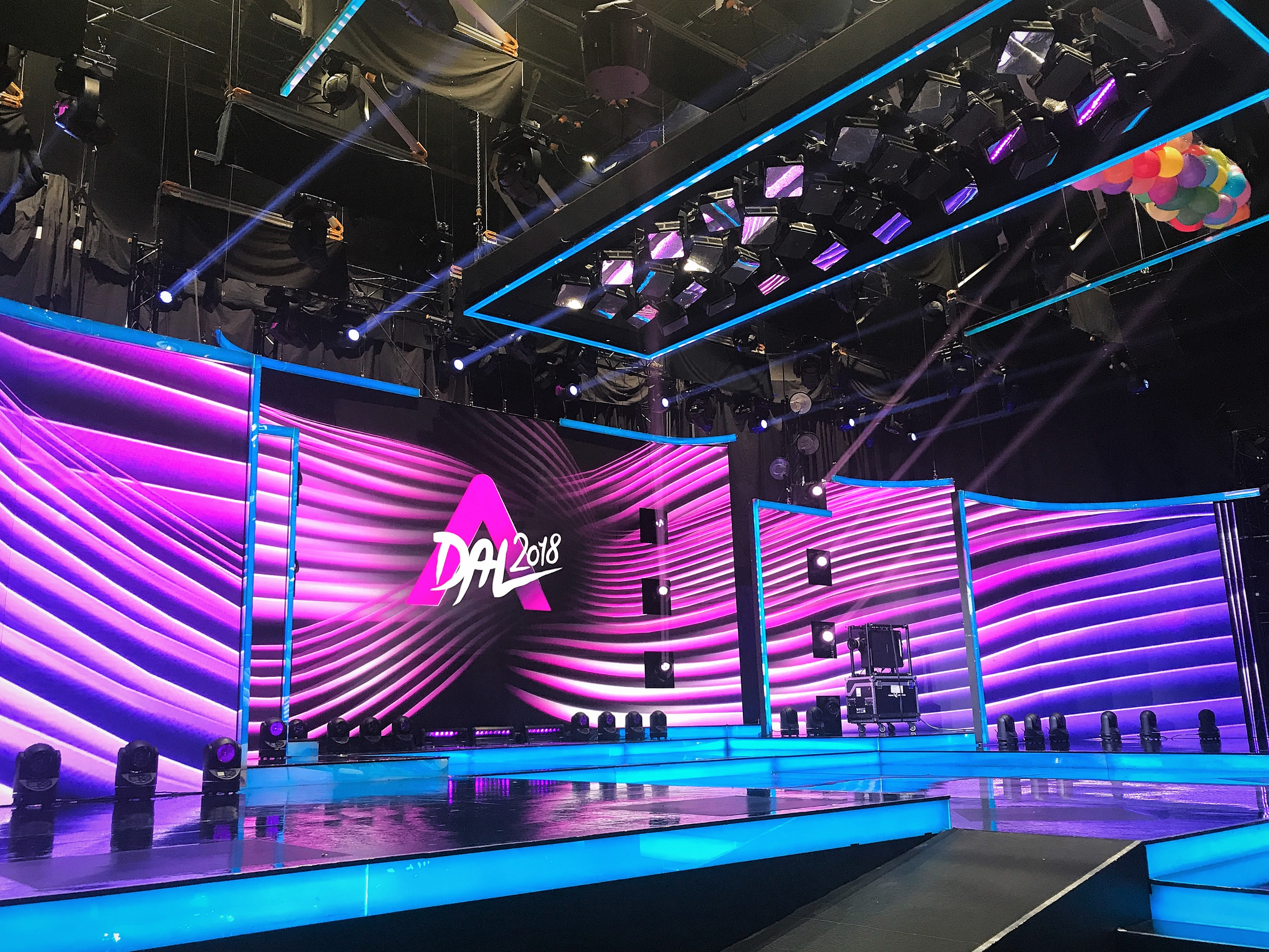
A Dal 2018 színpada az MTVA Kunigunda útjai gyártóbázisán

2012-ben nem volt semmilyen kísérőműsora A Dalnak, majd 2013-ban és 2014-ben az interneten, illetve egy mobiltelefonos applikáción lehetett élőben követni a kulisszák mögötti történéseket. Előbbit Buda Márton vezette, utóbbit pedig ByeAlex. A televízióban 2015-ben volt először képernyőn A Dal +, mely az M2-n került műsorra, miután az M1-en véget ért az élő adás. A kísérőműsor vezetője Harsányi Levente volt. 2016-ban az M2 Petőfi Én vagyok itt című műsorának részként zenei szakemberekkel, rajongókkal beszélgettek a műsorvezetők A Dalban történtekről. A Dal After-ben kapcsolták az MTVA székházát is, ahol a továbbjutókkal készített interjúkat Rátonyi Kriszta. 2017-ben az anyacsatornán, a Dunán, a műsor folytatásaként indult el A Dal Kulissza, melynek Sipos Dávid Günther és Pflum Orsi volt a műsorvezetője 2018-ban az előző évhez hasonlóan ismét a Duna tűzte műsorra A Dal után a Kulissza című kísérőműsort, melyben Forró Bence és Pflum Orsi volt a műsorvezető. 2019 óta az előbbi Lolával közösen látja el a műsorvezetői feladatokat.

## Évadok

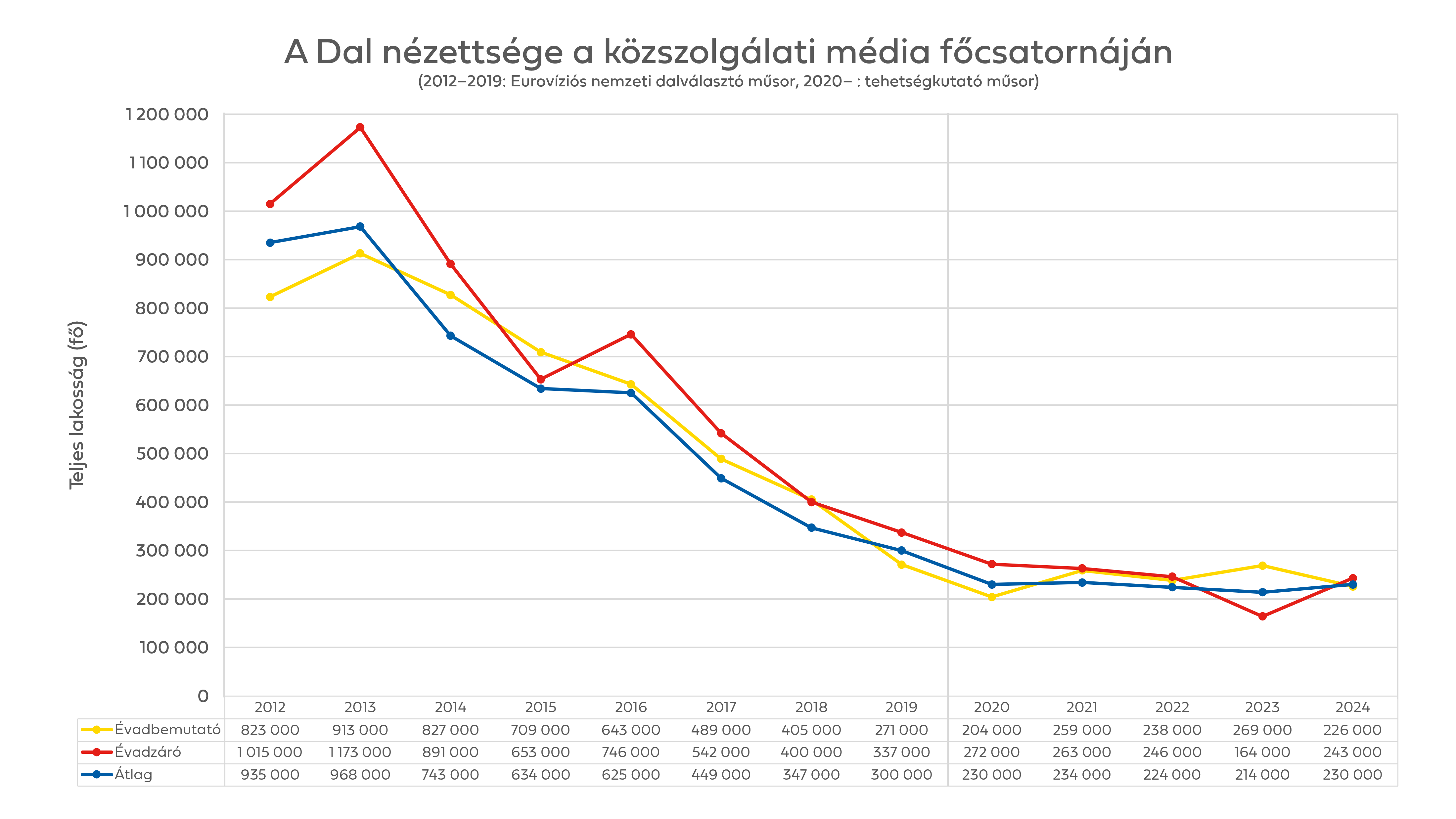
A Dal nézettsége a közszolgálati média főadóján 2012 és 2024 között – Teljes lakosság (4+) / AMR

Jelmagyarázat
     – A Dal legmagasabb nézettsége
     – A Dal legalacsonyabb nézettsége
| Év                                   | Részek száma                         | Beérkezett dalok száma               | A műsorban megszólalt dalok száma    | Eredeti sugárzás                     | Eredeti sugárzás                     | Eredeti adó                          | Évadbemutató nézettség               | Évadbemutató nézettség               | Évadzáró nézettség                   | Évadzáró nézettség                   | Átlag nézettség                      | Átlag nézettség                      |
| Év                                   | Részek száma                         | Beérkezett dalok száma               | A műsorban megszólalt dalok száma    | Évadbemutató                         | Évadzáró                             | Eredeti adó                          | AMR (4+)                             | Arány (SHR%)                         | AMR (4+)                             | Arány (SHR%)                         | AMR (4+)                             | Arány (SHR%)                         |
| Eurovíziós nemzeti dalválasztó műsor | Eurovíziós nemzeti dalválasztó műsor | Eurovíziós nemzeti dalválasztó műsor | Eurovíziós nemzeti dalválasztó műsor | Eurovíziós nemzeti dalválasztó műsor | Eurovíziós nemzeti dalválasztó műsor | Eurovíziós nemzeti dalválasztó műsor | Eurovíziós nemzeti dalválasztó műsor | Eurovíziós nemzeti dalválasztó műsor | Eurovíziós nemzeti dalválasztó műsor | Eurovíziós nemzeti dalválasztó műsor | Eurovíziós nemzeti dalválasztó műsor | Eurovíziós nemzeti dalválasztó műsor |
| ------------------------------------ | ------------------------------------ | ------------------------------------ | ------------------------------------ | ------------------------------------ | ------------------------------------ | ------------------------------------ | ------------------------------------ | ------------------------------------ | ------------------------------------ | ------------------------------------ | ------------------------------------ | ------------------------------------ |
| 2012                                 | 3                                    | 202                                  | 20                                   | 2012. január 28.                     | 2012. február 11.                    | M1                                   | 823 000                              | 16,4                                 | 1 015 000                            | 20,8                                 | 935 000                              | 19,3                                 |
| 2013                                 | 6                                    | 244                                  | 30                                   | 2013. február 2.                     | 2013. március 2.                     | M1                                   | 912 719                              | 18,9                                 | 1 173 441                            | 25,1                                 | 968 000                              | 20,5                                 |
| 2014                                 | 6                                    | 435                                  | 30                                   | 2014. január 25.                     | 2014. február 22.                    | M1                                   | 826 703                              | 17,6                                 | 890 558                              | 19,9                                 | 743 000                              | 16                                   |
| 2015                                 | 6                                    | 351                                  | 30                                   | 2015. január 24.                     | 2015. február 28.                    | M1                                   | 709 092                              | 15,5                                 | 652 895                              | 14,9                                 | 634 000                              | 14,5                                 |
| 2016                                 | 6                                    | 372                                  | 30                                   | 2016. január 23.                     | 2016. február 27.                    | Duna                                 | 642 573                              | 14,2                                 | 746 354                              | 16,7                                 | 625 000                              | 14                                   |
| 2017                                 | 6                                    | 370+                                 | 30                                   | 2017. január 14.                     | 2017. február 18.                    | Duna                                 | 488 742                              | 10,7                                 | 542 030                              | 12,8                                 | 449 000                              | 10,3                                 |
| 2018                                 | 6                                    | 350+                                 | 30                                   | 2018. január 20.                     | 2018. február 24.                    | Duna                                 | 405 365                              | 10                                   | 399 508                              | 9,5                                  | 347 000                              | 8,6                                  |
| 2019                                 | 6                                    | 416                                  | 30                                   | 2019. január 19.                     | 2019. február 23.                    | Duna                                 | 270 786                              | 5,9                                  | 337 307                              | 8                                    | 300 000                              | 6,9                                  |
| Tehetségkutató műsor                 |                                      |                                      |                                      |                                      |                                      |                                      |                                      |                                      |                                      |                                      |                                      |                                      |
| 2020                                 | 6                                    | 559                                  | 30                                   | 2020. február 1.                     | 2020. március 7.                     | Duna                                 | 204 000                              | 4,7                                  | 271 946                              | 6,3                                  | 230 000                              | 4,9                                  |
| 2021                                 | 7                                    | 412                                  | 40                                   | 2021. január 30.                     | 2021. március 13.                    | Duna                                 | 258 583                              | 6                                    | 263 233                              | 6,3                                  | 234 000                              | 5,5                                  |
| 2022                                 | 7                                    | 455                                  | 40                                   | 2022. január 29.                     | 2022. március 12.                    | Duna                                 | 237 730                              | 5,5                                  | 245 510                              | 6,2                                  | 224 000                              | 5,7                                  |
| 2023                                 | 7                                    | több száz                            | 40                                   | 2023. március 11.                    | 2023. április 29.                    | Duna                                 | 269 342                              | 6,5                                  | 164 000                              | 5,3                                  | 214 000                              | 5,7                                  |
| 2024                                 | 8                                    | több száz                            | 40                                   | 2024. február 2.                     | 2024. március 23.                    | Duna                                 | 226 000                              | 6,8                                  | 242 979                              | 6,7                                  | 230 000                              | 6,1                                  |
| 2025                                 | 7                                    | több száz                            | 32                                   | 2025. február 15.                    | 2025. március 29.                    | Duna                                 | 240 807                              | 6,1                                  | 214 000                              | 5,4                                  | nincs adat                           | nincs adat                           |

### Áttekintés
| Év                                   | A legjobb négy dal (Előadó)                         | A legjobb négy dal (Előadó)                | A legjobb négy dal (Előadó)                  | A legjobb négy dal (Előadó)          | Zsűri                                                              | Eredmény az Eurovíziós Dalfesztiválon / Nyeremények |
| Év                                   | 1. helyezett                                        | 2–4. helyezett                             | 2–4. helyezett                               | 2–4. helyezett                       | Zsűri                                                              | Eredmény az Eurovíziós Dalfesztiválon / Nyeremények |
| Eurovíziós nemzeti dalválasztó műsor | Eurovíziós nemzeti dalválasztó műsor                | Eurovíziós nemzeti dalválasztó műsor       | Eurovíziós nemzeti dalválasztó műsor         | Eurovíziós nemzeti dalválasztó műsor | Eurovíziós nemzeti dalválasztó műsor                               | Eurovíziós nemzeti dalválasztó műsor |
| ------------------------------------ | --------------------------------------------------- | ------------------------------------------ | -------------------------------------------- | ------------------------------------ | ------------------------------------------------------------------ | --- |
| 2012                                 | Sound of Our Hearts (Compact Disco)                 | Learning to Let Go (Heincz Gábor Biga)     | Untried (Király testvérek)                   | Vízió – Vertigo (Caramel)            | Csiszár Jenő Rákay Philip Rakonczai Viktor Wolf Kati               | 24. hely, 19 pont Elődöntő: 10. hely, 52 pont |
| 2013                                 | Kedvesem (Zoohacker RMX) (ByeAlex)                  | Holnaptól (Vastag Tamás)                   | My Baby (Kállay-Saunders András)             | Úgy fáj (Radics Gigi)                | Csiszár Jenő Rákay Philip Rakonczai Viktor Rúzsa Magdi Walkó Csaba | 10. hely, 84 pont Elődöntő: 8. hely, 66 pont |
| 2014                                 | Running (Kállay-Saunders András)                    | It Can't Be Over (Fool Moon)               | Running Out of Time (Király Viktor)          | We All (Dallos Bogi)                 | Csiszár Jenő Kovács Kati Rákay Philip Rúzsa Magdi                  | 5. hely, 143 pont Elődöntő: 3. hely, 127 pont |
| 2015                                 | Wars for Nothing (Boggie)                           | Beside You (Mujahid Zoltán)                | Give Me Your Love (Szabó Ádám)               | Keep Marching On (Spoon)             | Csiszár Jenő Pierrot Rákay Philip Rúzsa Magdi                      | 20. hely, 19 pont Elődöntő: 8. hely, 67 pont |
| 2016                                 | Pioneer (Freddie)                                   | Győz a jó (Oláh Gergő)                     | Trouble In My Mind (Petruska)                | Who We Are (Kállay Saunders Band)    | Both Miklós Frenreisz Károly Pierrot Zséda                         | 19. hely, 108 pont Elődöntő: 4. hely, 197 pont |
| 2017                                 | Origo (Pápai Joci)                                  | Fall Like Rain (Kanizsa Gina)              | #háttérzaj (Zävodi + Berkes Olivér)          | See It Through (Radics Gigi)         | Both Miklós Caramel Frenreisz Károly Zséda                         | 8. hely, 200 pont Elődöntő: 2. hely, 231 pont |
| 2018                                 | Viszlát nyár (AWS)                                  | Azt mondtad (Dánielfy Gergely)             | Budapest Girl (Király Viktor)                | I Let You Run Away (yesyes)          | Both Miklós Frenreisz Károly Mező Misi Schell Judit                | 21. hely, 93 pont Elődöntő: 10. hely, 111 pont |
| 2019                                 | Az én apám (Pápai Joci)                             | Holnap (Nagy Bogi)                         | Nyári zápor (Acoustic Planet)                | Szótlanság (Vavra Bence)             | Both Miklós Mező Misi Nagy Feró Vincze Lilla                       | Nem jutott be a döntőbe Elődöntő: 12. hely, 97 pont |
| Tehetségkutató műsor                 |                                                     |                                            |                                              |                                      |                                                                    | |
| 2020                                 | Mostantól (Rácz Gergő és Orsovai Reni)              | Iránytű (Turbo)                            | Későre jár (Nene)                            | Tovább (Ember Márk)                  | Apáti Bence Nagy Feró Pély Barna Vincze Lilla                      | A győztes nyereménye 75 millió Ft értékű zenei támogatás. |
| 2021                                 | Egyetlen szó (Kaukázus)                             | Befúj (Süle Zsolt)                         | Egy vagy velem (Radics Gigi)                 | Féltelek. (BariLaci)                 | Ferenczi György Mező Misi Nagy Feró Vincze Lilla                   | A győztes nyereménye 10 millió Ft. A 2–4. helyezettek nyereménye 5–5 millió Ft. Az 5–8. helyezettek nyereménye 1–1 millió Ft. |
| 2022                                 | Nem adom el (Oláh Ibolya)                           | Másért (Solére)                            | Nem segít más (Subtones)                     | Táncol a Világ (Third Planet)        | Egri Péter Ferenczi György Mező Misi Wolf Kati                     | A győztes nyereménye 10 millió Ft értékű zenei támogatás, valamint 10 millió Ft lemezfelvételre, és további 10 millió Ft videoklip készítésre. A 2–4. helyezettek nyereménye 5–5 millió Ft. Az 5–8. helyezettek nyereménye 1–1 millió Ft. |
| 2023                                 | Éjféli járat (Titán)                                | Az ősz (Szekeres András)                   | Nincsen semmi boldogságom (Panka és Kristóf) | Vigasztaló (Szebényi Dániel)         | Egri Péter Ferenczi György Mező Misi Wolf Kati                     | A győztes nyereménye 10 millió Ft értékű zenei támogatás. A 2–4. helyezettek nyereménye 5–5 millió Ft. Az 5–8. helyezettek nyereménye 1–1 millió Ft.                                                                                      |
| 2024                                 | Legényes (László Evelin)                            | Félszavak (Phoenix RT)                     | Kiáltás (Roy Galeri)                         | Nem lehetek más (Negál)              | Egri Péter Ferenczi György Németh Lojzi Szandi                     | A győztes nyereménye egy lemezfelvétel Berlinben, a Hansa Studiosban. |
| 2025                                 | Szél úgy beszél... (Gypo Circus X Szirota Jennifer) | Álmok (Pál-Baláž Karmen & Patocska Olivér) | Mesél a szél (Asphalt Horsemen)              | Nagyapám (Borbély Richárd)           | Ferenczi György Gubik Petra Németh Lojzi Szandi                    | A győztes nyereménye 10 millió Ft értékű zenei támogatás. A 2–4. helyezettek nyereménye 5–5 millió Ft hangszervásárlásra. Az 5–8. helyezettek nyereménye 1–1 millió Ft hangszervásárlásra.                                                |

## Vendégprodukciók
Az alábbi produkciókat adták elő vendégfellépők A Dal eurovíziós nemzeti döntőben 2012 és 2019 között:
| Előadó                                                                 | Dal (eredeti előadó)                                                                          | Időpont           |
| ---------------------------------------------------------------------- | --------------------------------------------------------------------------------------------- | ----------------- |
| A Dal 2015 nyolc döntőse                                               | A Nap Dala (Gájer Bálint, Boggie, Spoon, Wolf Kati, Szabó Ádám, Passed, Ív és Mujahid Zoltán) | 2015. február 28. |
| Alexander Rybak                                                        | Fairytale                                                                                     | 2016. február 27. |
| Anti Fitness Club                                                      | Euphoria (Loreen)                                                                             | 2013. március 2.  |
| AWS                                                                    | Viszlát nyár                                                                                  | 2019. február 23. |
| Balázs Fecó és Janicsák Veca                                           | Maradj velem (Balázs Fecó)                                                                    | 2018. február 3.  |
| Balázs Fecó és zenekara                                                | Érints meg!                                                                                   | 2019. február 2.  |
| Bayer Friderika                                                        | Kinek mondjam el vétkeimet?                                                                   | 2012. január 28.  |
| Belmondo                                                               | Dschinghis Khan (Dschinghis Khan)                                                             | 2012. február 4.  |
| Boggie                                                                 | Camouflage                                                                                    | 2016. február 27. |
| ByeAlex és a Slepp                                                     | Még mindig...                                                                                 | 2016. február 6.  |
| ByeAlex és a Magyar Rádió Szimfonikus Zenekara                         | Kedvesem                                                                                      | 2014. február 22. |
| Caramel és a Magyar Rádió Szimfonikus Zenekara                         | A zeniten túl                                                                                 | 2017. február 18. |
| Charlie és Szekeres Adrien                                             | Könnyű álmot hozzon az éj                                                                     | 2018. február 17. |
| Compact Disco és a Magyar Rádió Szimfonikus Zenekara                   | Sound of Our Hearts                                                                           | 2013. március 2.  |
| Dallos Bogi és Freddie                                                 | We All és Pioneer                                                                             | 2019. február 23. |
| Deák Bill Gyula és Mohamed Fatima                                      | Ne szeress engem (Deák Bill Gyula)                                                            | 2014. február 8.  |
| Deák Bill Gyula                                                        | Felszarvazottak balladája                                                                     | 2019. január 26.  |
| Fábián Juli és Zoohacker, Talamba, a Magyar Rádió Szimfonikus Zenekara | Shine (Fábián Juli és Zoohacker)                                                              | 2015. január 24.  |
| Fenyő Miklós és Szabó Kimmel Tamás                                     | Made in Hungária (Hungária)                                                                   | 2014. február 16. |
| Freddie és a Magyar Rádió Szimfonikus Zenekara                         | Ez a vihar                                                                                    | 2017. február 18. |
| Hien és a Fool Moon                                                    | Hopelessly Devoted to You (Olivia Newton-John)                                                | 2013. február 2.  |
| Hujber Ferenc és Mészáros Árpád Zsolt                                  | Lady Carneval (Karel Gott)                                                                    | 2013. február 2.  |
| Intim Torna Illegál és a Magyar Rádió Szimfonikus Zenekara             | Mindenkinek igaza van                                                                         | 2015. február 14. |
| Irie Maffia                                                            | Wake Up                                                                                       | 2017. február 4.  |
| Judy és a The Prison Band                                              | L`Italiano (Toto Cutugno)                                                                     | 2013. február 24. |
| Kállay Saunders Band és a Magyar Rádió Szimfonikus Zenekara            | Running és Juliet (Kállay-Saunders András)                                                    | 2015. február 28. |
| Karácsony James és a Margaret Island                                   | Valaki mondja meg (LGT)                                                                       | 2018. január 27.  |
| Kimnowak és Kardos-Horváth János                                       | Gyémánt – Tartós béke (Kimnowak – Kaukázus)                                                   | 2018. február 10. |
| Király Viktor                                                          | Egyveleg Király Viktor dalaiból                                                               | 2016. január 23.  |
| Kiscsillag és a Magyar Rádió Szimfonikus Zenekara                      | Ki találja meg?                                                                               | 2015. február 7.  |
| Kóbor János és a Balkan Fanatik                                        | Régi csibészek (Omega)                                                                        | 2018. január 20.  |
| Kolovratnik Krisztián és Fenyő Iván                                    | Volare (Domenico Modugno)                                                                     | 2012. január 28.  |
| Korda György és a Hooligans                                            | Lady N (Korda György)                                                                         | 2014. február 15. |
| Kovács Kati és Bereczki Zoltán                                         | Most kéne abbahagyni (Kovács Kati)                                                            | 2014. január 25.  |
| Leander Rising                                                         | Lőjetek fel (akusztikus verzió)                                                               | 2015. február 28. |
| Magna Cum Laude és Ferenczi György                                     | Volna-e kedved (Magna Cum Laude)                                                              | 2018. február 24. |
| Margaret Island                                                        | Veled minden                                                                                  | 2017. január 14.  |
| Második Műszak zenekar és Mező Misi                                    | Emlékszem nyár volt                                                                           | 2016. február 13. |
| Micheller Myrtill                                                      | Je t'aime, je suis malade (Lara Fabian)                                                       | 2013. február 16. |
| Muzikfabrik                                                            | This is My Life (akusztikus verzió)                                                           | 2014. február 22. |
| Ocho Macho feat. Deniz                                                 | Teccik                                                                                        | 2016. január 30.  |
| Ónodi Eszter és Jordán Adél                                            | Waterloo (ABBA)                                                                               | 2012. február 11. |
| Pápai Joci                                                             | Origo és Távol                                                                                | 2018. február 24. |
| Péter Szabó Szilvia                                                    | Forogj, világ! (NOX)                                                                          | 2013. február 23. |
| Péter Szabó Szilvia                                                    | Az éj után                                                                                    | 2017. február 10. |
| Republic                                                               | Vigyük tovább                                                                                 | 2019. február 16. |
| Rúzsa Magdi                                                            | Aprócska blues                                                                                | 2012. február 4.  |
| Rúzsa Magdi                                                            | Jel                                                                                           | 2017. február 11. |
| Rúzsa Magdi és Presser Gábor                                           | Nekem nem szabad (Rúzsa Magdi)                                                                | 2014. február 1.  |
| Singer Street és a Magyar Rádió énekkara                               | Ding-A-Dong (acapella változat) (Teach-In)                                                    | 2012. február 11. |
| Skorpió                                                                | Azt beszéli már az egész város                                                                | 2019. január 21.  |
| Sugarloaf                                                              | Yes Sir, I Can Boogie (Baccara)                                                               | 2013. február 23. |
| Szente Vajk                                                            | Summer Holiday (Cliff Richard)                                                                | 2013. február 9.  |
| Takács Nikolas és a Magyar Rádió énekkara                              | Sorry Seems To Be The Hardest Word (Elton John és a Blue)                                     | 2013. február 24. |
| Varga Miklós és gyermekei                                              | Európa (Varga Miklós)                                                                         | 2019. február 9.  |
| Vastag Csaba és a Magyar Rádió Szimfonikus Zenekara                    | Egyveleg Vastag Csaba dalaiból                                                                | 2017. január 28.  |
| Veres Mónika, Tóth Gabi és a Roy & Ádám                                | S.O.S. (ABBA)                                                                                 | 2013. február 16. |
| Voice Station acapella kórus                                           | Magyar eurovíziós egyveleg                                                                    | 2015. február 14. |
| Wellhello és a Magyar Rádió Szimfonikus Zenekara                       | Rakpart                                                                                       | 2015. január 31.  |
| Wolf Kati                                                              | Because You Loved Me (Céline Dion)                                                            | 2013. február 9.  |
| Wolf Kati, Rácz Gergő és Rakonczai Viktor                              | Szerelem miért múlsz? (Wolf Kati)                                                             | 2012. február 11. |
| Zorán és a Magyar Rádió Szimfonikus Zenekara                           | Nekem nem elég                                                                                | 2015. február 21. |
| Zséda és Demjén Ferenc                                                 | Úgy szeretném (Bergendy)                                                                      | 2016. február 20. |

## Mérföldkövek
| #        | Előadó                                                   | Dal (zene / szöveg)                                                            | Időpont           |
| -------- | -------------------------------------------------------- | ------------------------------------------------------------------------------ | ----------------- |
| 1. dal   | Bencsik Tamara és Kökény Attila                          | Állítsd meg az időt (Krajczár Péter, Pacsai Márk, Tabár István, Kökény Attila) | 2012. január 28.  |
| 50. dal  | Puskás Péter                                             | Amíg a tűz ég (Csöndör László Diaz, Tran Duc Anh / Puskás Péter)               | 2013. február 16. |
| 100. dal | Szécsi Saci & Böbe                                       | Our Time (Szécsi Saci, Szécsi Böbe)                                            | 2015. január 31.  |
| 150. dal | Roma Soul                                                | Nyitva a ház (Farkas István / Pajor Tamás)                                     | 2017. január 14.  |
| 200. dal | Szőke Nikoletta, Kökény Attila és Szakcsi Lakatos Róbert | Életre kel (Szakcsi Lakatos Róbert / Müller Péter Sziámi)                      | 2018. február 3.  |
| 250. dal | Molnár Dániel                                            | Ábránd (Horváth Tamás, Molnár Dániel)                                          | 2020. február 8.  |
| 300. dal | Radics Gigi                                              | Egy vagy velem (Radics Gigi / Hujber Szabolcs)                                 | 2021. február 20. |
| 350. dal | Kovács Áron                                              | Lennél (Kovács Áron)                                                           | 2023. március 11. |
| 400. dal | László Evelin                                            | Legyényes (László Evelin)                                                      | 2024. február 17. |
| 450. dal | Arany Timi és Benedekfi István                           | Száz szó (Benedekfi István)                                                    | 2025. március 8.  |

## Különdíjasok
| Év   | Akusztik Verseny (Előadó)              | A Dal felfedezettje      | A Dal legjobb dalszövege (Szövegíró)     | A Dal legjobb remixe             |
| ---- | -------------------------------------- | ------------------------ | ---------------------------------------- | -------------------------------- |
| 2014 | This Is My Life (Muzikfabrik)          | Nem osztották ki a díjat | Nem osztották ki a díjat                 | Nem osztották ki a díjat         |
| 2015 | Lőjetek fel (Leander Rising)           | Nem osztották ki a díjat | Nem osztották ki a díjat                 | Nem osztották ki a díjat         |
| 2016 | Free to Fly (ByTheWay)                 | Petruska                 | Pioneer (Csarnai Borbála)                | Seven Seas – Victor Strada Remix |
| 2017 | Karcok (Benji)                         | Kanizsa Gina             | Élet (Köteles Leander)                   | Nem osztották ki a díjat         |
| 2018 | Nem szól harang (Leander Kills)        | Dánielfy Gergely         | Aranyhal (Hujber Szabolcs)               | Nem osztották ki a díjat         |
| 2019 | Posztolj! (USNK)                       | Acoustic Planet          | Százszor visszajátszott (Szepesi Mátyás) | Nem osztották ki a díjat         |
| 2020 | Mostantól (Rácz Gergő és Orsovai Reni) | Tortuga                  | Tudom (Készen állsz) (Molnár Tamás)      | Nem osztották ki a díjat         |
| 2021 | Áldom (Andelic Jonathan)               | Katona Petra             | Egyetlen szó (Kardos-Horváth János)      | Nem osztották ki a díjat         |
| 2022 | Olyan szép (Fóris Rita)                | Nem osztották ki a díjat | Azt beszélik (Pető Andrea)               | Nem osztották ki a díjat         |
| 2023 | Nem osztották ki a díjat               | Nem osztották ki a díjat | Nem osztották ki a díjat                 | Nem osztották ki a díjat         |
| 2024 | Nem osztották ki a díjat               | Arcidra                  | Nem osztották ki a díjat                 | Nem osztották ki a díjat         |

## AzEurovíziós Dalfesztiválokon(2012–2019)
| Év   | Kommentátor                               | Pontbejelentő, hazai műsorvezető | Közvetítés (elődöntők + döntő) | Felvezető műsor              | Felvezető műsor              | Felvezető műsor              | Zsűri                                                                  |
| Év   | Kommentátor                               | Pontbejelentő, hazai műsorvezető | Közvetítés (elődöntők + döntő) | Első elődöntő                | Második elődöntő             | Döntő                        | Zsűri                                                                  |
| ---- | ----------------------------------------- | -------------------------------- | ------------------------------ | ---------------------------- | ---------------------------- | ---------------------------- | ---------------------------------------------------------------------- |
| 2012 | Gundel Takács Gábor                       | Novodomszky Éva                  | M1                             | Elővízió I.                  | Elővízió II.                 | Elővízió III.                | Balázs Fecó Orbán Tamás n/a                                            |
| 2013 | Gundel Takács Gábor                       | Novodomszky Éva                  | M1                             | Elővízió 2013                | Elővízió 2013                | Elővízió 2013                | Balázs Fecó Jeney Erzsébet Kiss Áron Ádám Rakonczai Viktor Rúzsa Magdi |
| 2014 | Gundel Takács Gábor                       | Novodomszky Éva                  | M1                             | Elővízió 2014                | Víziómúlt                    | Elővízió 2014                | Dorozsmai Péter Kovács Kati Náksi Attila Tóth Vera Zoohacker           |
| 2015 | Gundel Takács Gábor                       | Tatár Csilla                     | DUNA                           | Elővízió 2015                | —                            | Elővízió 2015                | Fábián Juli Hrutka Róbert Milkovics Mátyás Odett Pierrot               |
| 2016 | Gundel Takács Gábor                       | Tatár Csilla                     | DUNA                           | Elővízió                     | Válogatás                    | Elővízió                     | Frenreisz Károly Lotfi Begi Novák Péter Rakonczai Viktor Wolf Kati     |
| 2017 | Rátonyi Kriszta és Fehérvári Gábor Alfréd | Tatár Csilla                     | DUNA                           | Elővízió                     | Elővízió                     | Elővízió                     | Caramel Király Viktor Várallyay Petra Závodi Gábor Zséda               |
| 2018 | Rátonyi Kriszta és Fehérvári Gábor Alfréd | Forró Bence                      | DUNA                           | Hangolódjunk az Eurovízióra! | Hangolódjunk az Eurovízióra! | Hangolódjunk az Eurovízióra! | Bolyki Balázs Karácsony James Szabó Zé Szandi Vincze Lilla             |
| 2019 | Rátonyi Kriszta és Fehérvári Gábor Alfréd | Forró Bence                      | DUNA                           | Hangolódjunk az Eurovízióra! | Hangolódjunk az Eurovízióra! | Hangolódjunk az Eurovízióra! | Borcsik Attila Izil Iván Alexandra Lola Patkó Béla Kiki Szepesi Mátyás |